# 台灣鐵路
臺灣鐵路（通稱臺鐵）是臺灣的傳統鐵路系統，由國營的臺灣鐵路公司經營，採用1067mm軌距，包括西部幹線、東部幹線及南迴線等3條幹線，另有10條客貨運支線，以路網長度而言為臺灣最大鐵路運輸系統。

## 歷史

### 1887年至1900年
清朝政府於1887年成立「全臺鐵路商務總局」，負責籌辦臺灣鐵路的興建。原先所規劃的路線為雞籠（基隆）－臺北－竹塹（新竹）－臺南。首段營運路線由台北大稻埕至基隆，於1891年通車，配置機車4輛，客車14輛，無貨車，這也是縱貫線的開始。後續延伸至新竹的縱貫線路段於1893年通車，當時路線經過今日臺北大橋及三重、新莊。唯1891年巡撫劉銘傳去職，繼任巡撫邵友濂以臺灣財政困難，奏請清廷中止臺灣鐵路的興建，故路線在臺灣被日本接收前，僅完成基隆─新竹段。
1895年進入日治時代後，臺灣鐵路由日軍接管，先成立「陸軍臺灣區臨時鐵道隊」作為過渡；而後臺灣總督府成立，鐵道建設政策暫定由民間主導。這時臺灣鐵路共配置有機車8輛，客車20輛，貨車26輛。在臺灣鐵道株式會社、臺北鐵道會社等民間業者相繼募款失敗後，臺灣主要鐵路幹線之興築於1899年轉由官方主導，臺灣總督府交通局鐵道部於同年成立，計畫全面興建西部縱貫鐵路。

### 1901年至1945年

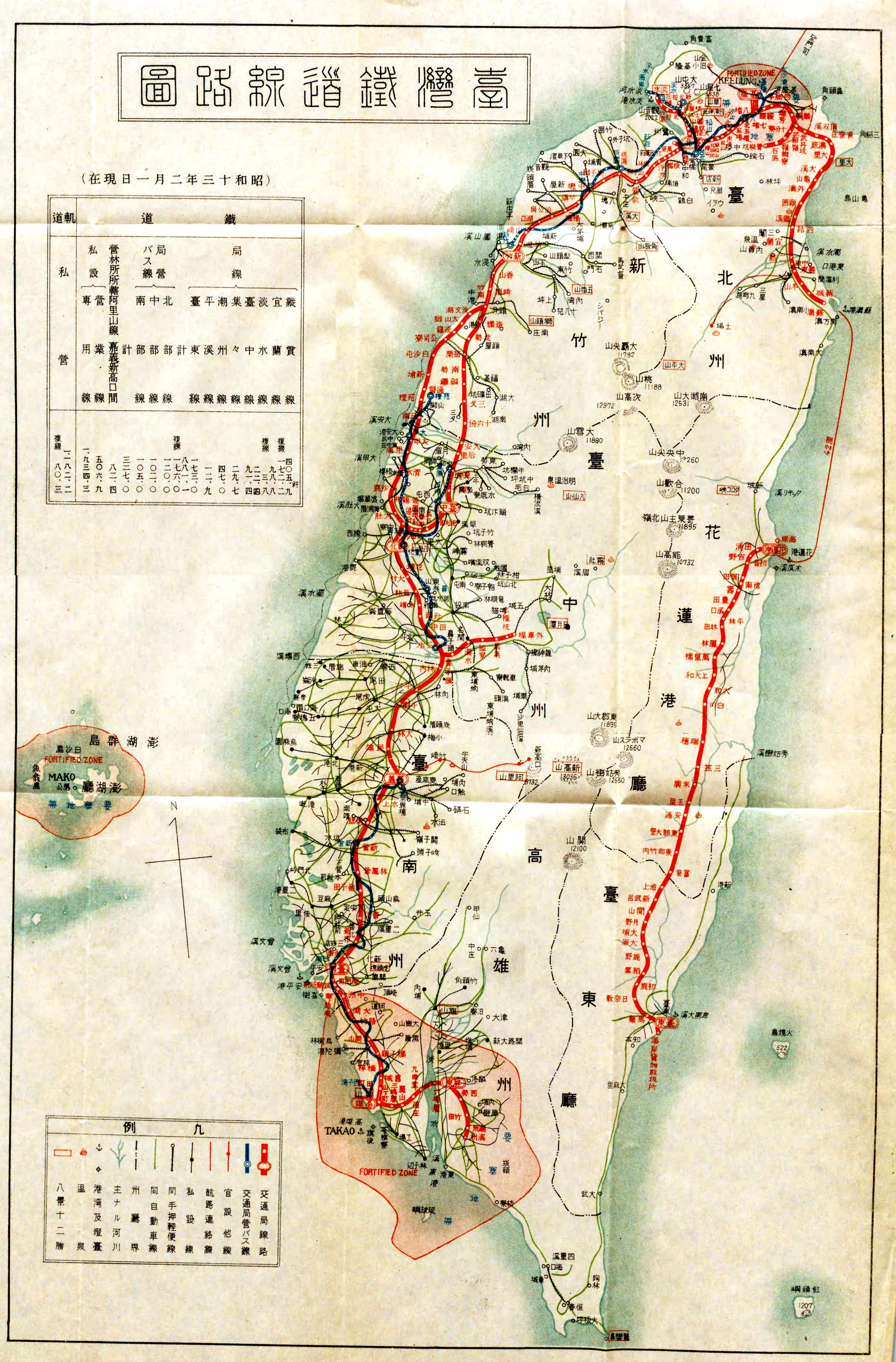
1938年路線

進入20世紀，鐵道部繼續擴建臺灣鐵路。臺灣的第一條支線鐵路淡水線於1901年通車，主要服務淡水港與臺北之間的客貨運。除了修建縱貫線外，臺灣南部的鐵路也得到進一步擴建：屏東線的打狗（後改稱高雄港）至九曲堂路段於1907年通車，九曲堂－阿猴（屏東）段於1914年通車，1923年通車至溪州（當時稱為溪州支線，1920年溪州改稱南州，名稱亦改為南州支線）。1908年西部縱貫鐵路全線貫通，4月20日於臺中站舉行「汽車博覽會」（日本語的「汽車」是指以蒸汽機車運行的鐵路車輛），10月24日於臺中公園舉行縱貫鐵路貫通典禮。通車初期仍依循南部線及北部線各自獨立營運習慣，南北僅一班直通車（6點臺北出發，17:13分抵臺南，19:55分抵打狗）。基隆至臺北路段修築雙線於1912年完工，增加了北部鐵路的運能。臺北至竹南和臺南至高雄的路段雙線化也於1935年完工通車。
基隆和蘇澳之間的宜蘭線於1917年動工，南段（蘇澳－礁溪）與北段（基隆－瑞芳）於1919年通車，但因為經費不足全線至1924年才完工，把宜蘭和台北首次以鐵路連接起來。南州至枋寮的屏東線路段於1941年通車。但二次大戰末期，戰略上日軍為防止盟軍自恆春半島登陸臺灣，且鋼鐵原料不足，故於1944年拆除林邊－枋寮路段，直到二次大戰後的1953年才復原。
- 1903年：首度於客車裝設便器裝置。
- 1904年：籌建台灣第一部花車。
- 1909年：舊臺東線花蓮港－璞石閣（今玉里）間動工興築
- 1915年：創辦首部汽動車運轉，營運區間為北門－北投路段。
- 1919年：基隆－臺北雙線化通車（首段雙線化路段通車）。
- 1920年12月15日：王田支線（海線的一部分及成追線）王田─清水間路段通車。
- 1921年10月：集集線完工啟用。（時為台灣電力株式會社專用支線）
- 1922年1月：集集線開始客貨運輸營運。（附掛業務）
- 1922年10月11日：海線竹南－清水間，及追分－彰化間路段通車，王田支線名稱取消，海線正式取代山線成為縱貫線主線。（縱貫線基隆－高雄間全長406.1公里）
- 1922年：收購台東拓殖株式會社之臺東線（里壠（今關山）－臺東路段）。
- 1923年：屏東－南州（屏東線）路段通車。
- 1926年3月26日：舊臺東線花蓮港－臺東路段全線完工通車。（於玉里站舉行完工儀式）
- 1927年4月：收購台灣電力株式會社經營之集集線。
- 1929年7月10日：收購台陽礦業株式會社經營之平溪線，同年10月1日正式辦理客貨營運業務。
- 1935年：臺北－竹南雙線化通車（縱貫線北段全線雙線化完成）。
- 1940年：尚未營運的高雄（新）－鼓山路段雙線化通車。
- 1940年7月19日：東港線完工通車營運。
- 1942年：鳳山－高雄路段、台南－新市路段、嘉義－民雄路段雙線化通車。

### 1945年至2000年

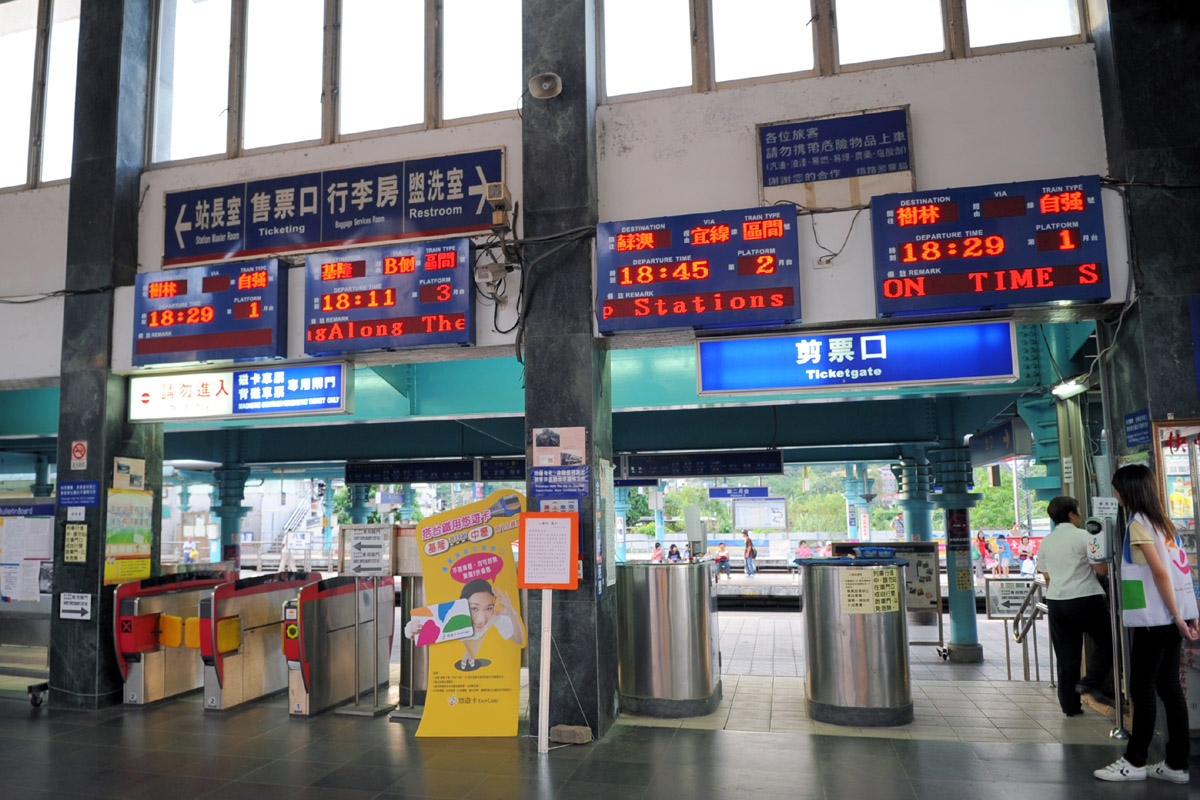
台鐵驗票閘和自動驗票閘門系統（AFC）在八堵車站

1945年二戰結束後，臺灣光復進入中華民國時期，鐵道部改組為「臺灣鐵路管理委員會」，先後隸屬於臺灣省行政長官公署交通處與臺灣省政府臺灣省政府交通廳，之後於1948年3月5日改組為「臺灣鐵路管理局」，成為臺灣省營事業機構。其標誌亦於翌年經公開徵選方式被選出及啟用，設計者是臺鐵職員、後來的白色恐怖（非共諜案）受害人鄭福春。
因戰火影響，營運客車車廂從戰前497輛減少至1945年時的428輛（2萬5701位）。竹東支線於戰後恢復興建，新竹至竹東間於1946年10月15日完工通車，竹東至內灣間於1951年9月11日完工通車，新竹至內灣全線通車營運，改稱為內灣線。臺北鐵道公司與其所經營的新店線於1949年6月1日被臺鐵收購合併。1950年9月20日西部幹線1次成功號列車（成功號)、2次銘傳號列車（銘傳號）之臺鐵對號特快車正式行駛。
戰後復建完成後，臺鐵利用美援經費更新車輛與提升路線等級，於1960年分別向日本和美國購入R0型與R20型柴電機車，臺鐵邁入柴油化，臺南至彰化間中央行車控制系統（CTC）也於此時完工。
1970年代起臺鐵隨著十大建設進行了西部幹線電氣化與東部鐵路幹線的擴展，連接蘇澳和花蓮的北迴線於1973年12月25日開工，南段的花蓮港至新城間首先於1975年7月26日完工，花蓮至和平段於1979年2月7日完工，北迴線全線於1980年2月1日完工通車，西部幹線電氣化也於1979年7月1日完工，臺鐵邁入電氣化。台鐵局也於1970年加入國際鐵路聯盟，成為其準成員。
1980年代東部幹線的改善也持續進行，臺東線軌距拓寬工程於1982年7月1日完工，列車首次可以從臺北直駛臺東，宜蘭線雙線化也於1986年1月9日完工。終至1991年完成環島鐵路網。但自1980年代起，中華民國政府大幅進行臺灣公路建設，使得臺鐵在客貨運的運輸量均受到衝擊，許多支線鐵路也因此停駛：深澳線一度於1989年8月20日結束客運業務，於2014年1月9日才恢復行駛；東港線、東勢線分別於1991年3月1日、9月1日停駛。
為了應付日益增加的北部通勤旅客，臺鐵購入首批通勤電聯車EMU400型，並於1990年11月9日正式啟用。
隨著臺灣省政府功能業務與組織調整案實施，臺鐵於1999年改隸中華民國交通部，機關全稱加上「交通部」字樣，改為「交通部臺灣鐵路管理局」。
- 1953年1月16日：屏東線林邊－枋寮段復軌恢復營運。
- 1953年12月1日：西線客貨車時刻改點，同時取消列車等級制。
- 1956年2月1日：臺鐵列車時刻大改點，成功號、銘傳號列車名取消，維持特快列車形式。
- 1959年1月12日：東勢線完工通車營運。
- 1961年6月18日：開行觀光號列車；1963年起提供冷氣，乃臺鐵首個裝設空調設備的車種。
- 1965年3月20日：新店線停駛，結束營業（1968年4月拆除）。
- 1965年4月3日：中和線完工通車辦理貨運業務。
- 1966年10月31日：開行光華號特快車，北高運轉時間減至五小時以內（4小時40分）。
- 1967年10月31日：深澳線開始辦理客貨營運。
- 1968年1月1日：林口線全線完工。
- 1970年：引進R100型柴電機車。
- 1970年：成為國際鐵路聯盟準成員。
- 1970年2月3日：開行莒光號對號列車。
- 1970年10月24日：縱貫線南段全線雙線化最後路段，彰化－民雄間、嘉義－新市間完工通車（濁水溪橋除外）[5][6][7][8]。
- 1971年6月28日：二水—林內間雙軌工程新建第二代濁水溪橋通車，實質完成彰化—台南段全區間雙線[9]。
- 1973年：引進R150型柴電機車。
- 1974年：縱貫線新埔－通霄間、苑裡－日南間、甲南（今臺中港）－清水間雙線化通車（海線首段雙線化通車，較山線早）。
- 1977年：縱貫線大甲－甲南間雙線化通車。
- 1978年4月26日：觀光號列車停駛，剩餘車廂改造為莒光號車廂。
- 1978年8月15日：開行自強號對號列車，採用車型為EMU100型電聯車。
- 1979年3月12日：臺鐵開辦旅客電話訂票業務，先期於臺北、臺中、高雄等三個特等站試辦。
- 1979年7月2日：縱貫線電氣化全線通車。
- 1980年2月1日：北迴線全線通車。
- 1980年2月3日：復興號對號列車開始投入營運，當時以「冷氣對號」名義與莒光號連掛營運。
- 1980年11月：宜蘭線開始進行雙線化施工。
- 1982年6月1日：DR2800型柴聯車投入營運，東部幹線開始行駛自強號列車。
- 1986年1月9日：宜蘭線全線雙線化通車。
- 1987年4月：臺中線成功－彰化雙線化通車[5]，大肚溪北號誌站停用[10]。
- 1987年6月：臺中線豐原－成功雙線化通車[5]。
- 1987年7月：臺灣省政府交通處開始進行臺中線竹南－豐原改線與雙軌工程。
- 1988年7月16日：淡水線停駛。原路線拆除改建為台北捷運淡水線。
- 1989年9月1日：首段鐵路地下化路段，縱貫線華山貨運站（已廢止）－萬華站間路段竣工，一度臨時使用電氣路牌閉塞制；臺北車站大樓（第五代站房）同時啟用，台鐵局本部於1990年由原鐵道部廳舍遷至大樓內。
- 1989年9月2日：EMU300型電聯車投入營運，台鐵行車速度首次到達130km/h，台北～高雄最快行駛時間為3小時47分。
- 1990年7月31日：臺中線南勢－銅鑼雙線化通車[5]。
- 1991年12月25日：南迴線完工營運，臺灣環島鐵路網完成。
- 1992年：北迴線開始進行雙線化、重軌化、電氣化與號誌控制改良工程。
- 1993年6月17日：臺中線銅鑼－三義雙線化通車[5]。
- 1994年：鐵路地下化由華山貨運站延伸至松山車站前1公里處。
- 1996年12月：臺中線竹南－苗栗雙線化通車[5]。
- 1997年8月21日：臺中線豐原－后里雙線化通車[5]，舊大甲溪橋及九號隧道停用。
- 1997年12月：板橋車站地下化新站與車站大樓部份完工，供台鐵移入地下營運使用。
- 1998年7月7日：第一座捷運化車站，臺中線大慶車站完工啟用。
- 1998年9月18日：臺中線苗栗－南勢雙線化通車[5]。
- 1998年9月23日：臺中線三義－后里雙線化通車[5]，臺中線雙線化工程全線完工。
- 1999年7月21日：板橋車站新站正式啟用，萬華至板橋間地下化。
- 2000年5月：宜蘭線八堵－羅東電氣化通車。

### 2001年至2010年

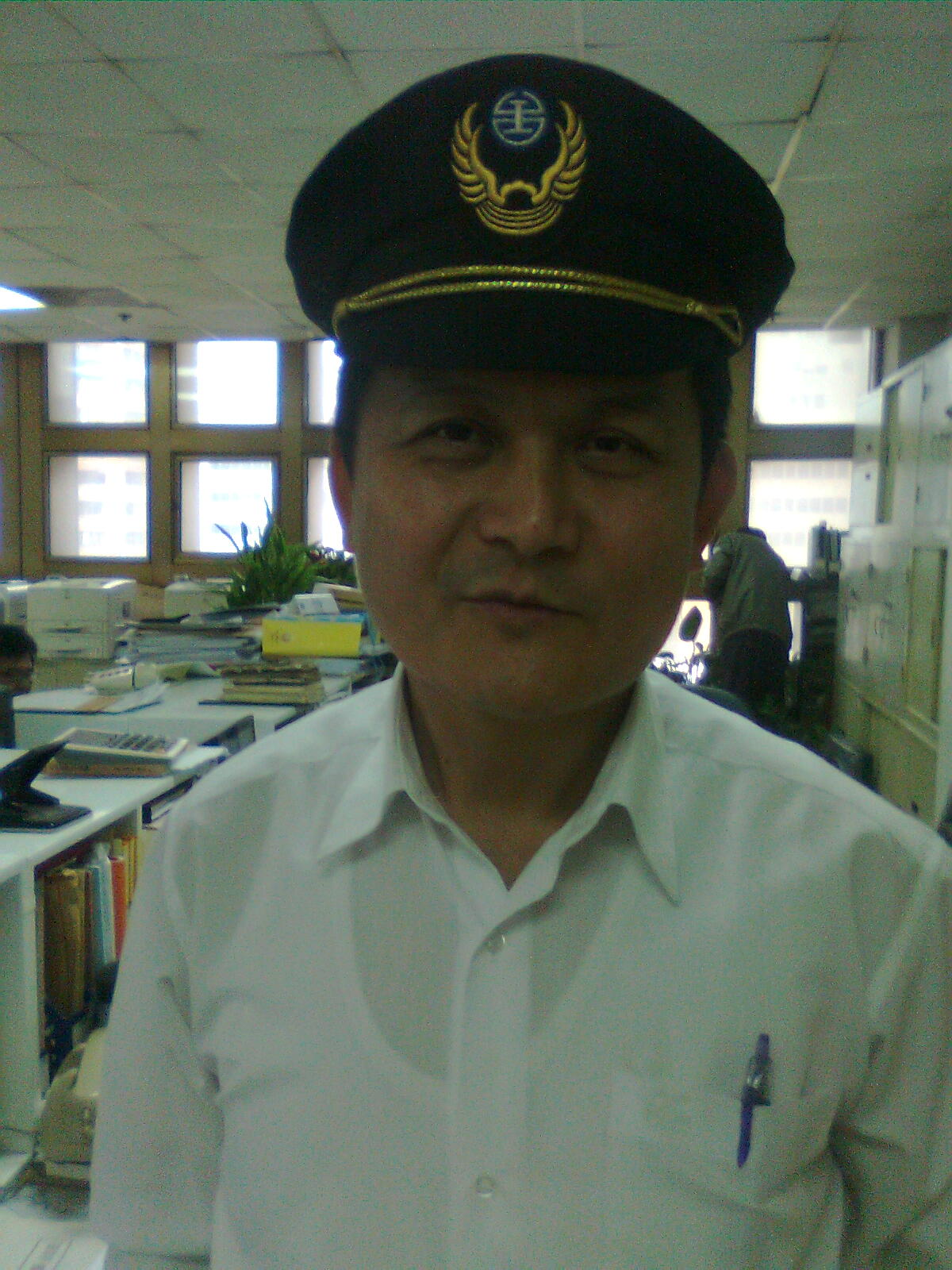
戴著制帽、剛休班的臺鐵乘務員。制帽徽章及圖樣從原本中華民國國徽、和平鴿圖案變成現下臺鐵標誌及象徵速度的翅膀線條
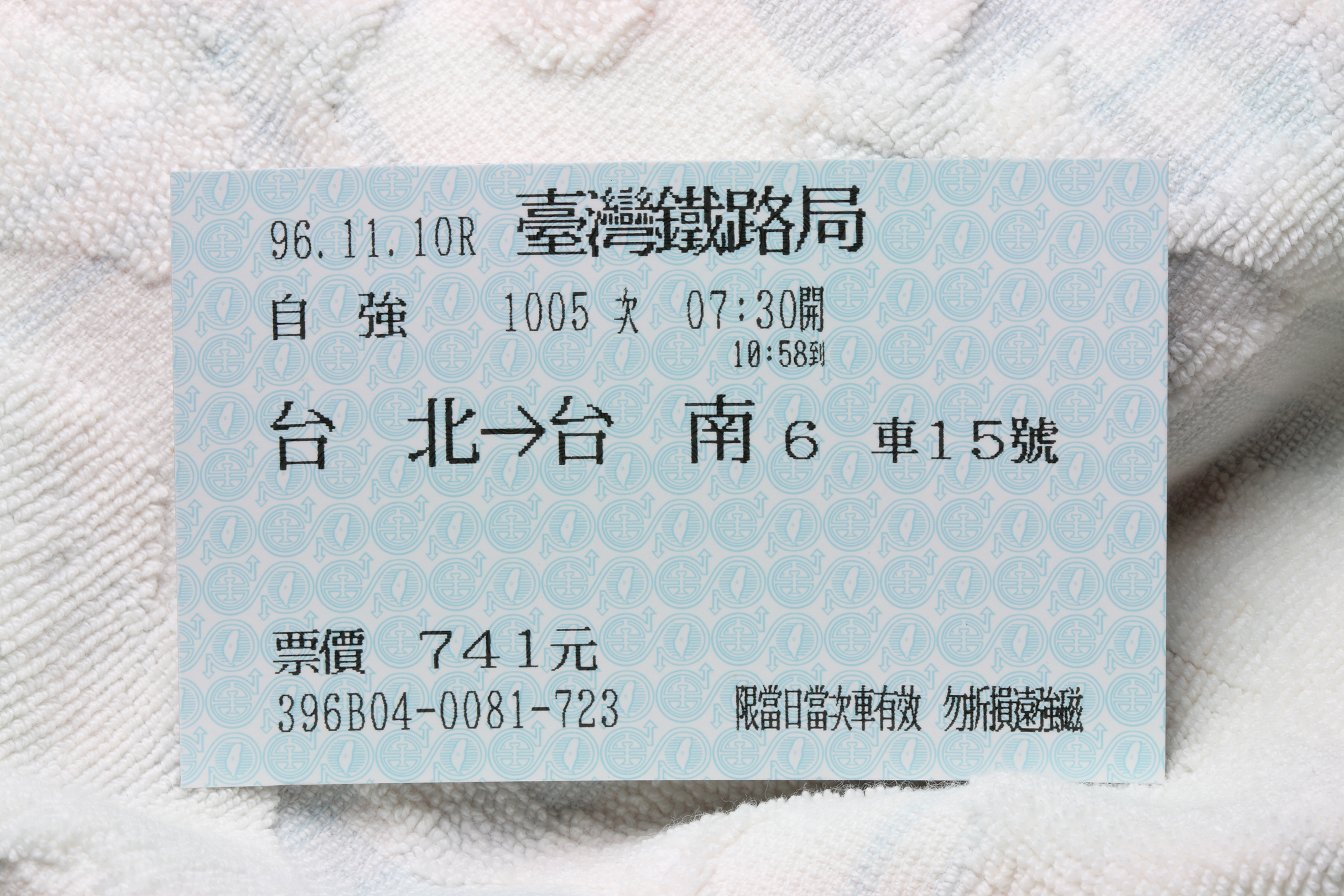
臺鐵的對號列車-背磁式車票
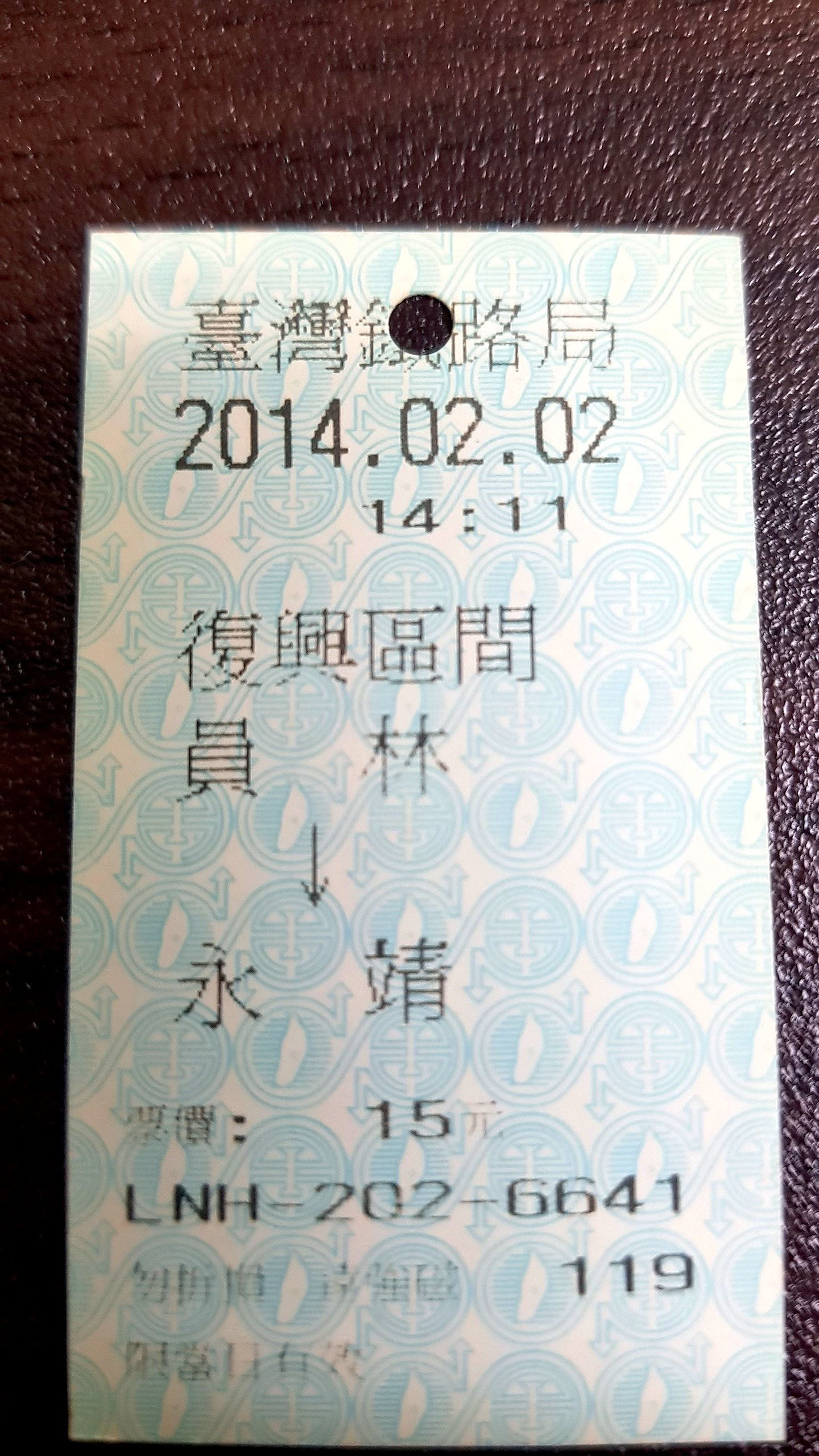
背磁式車票 區間車
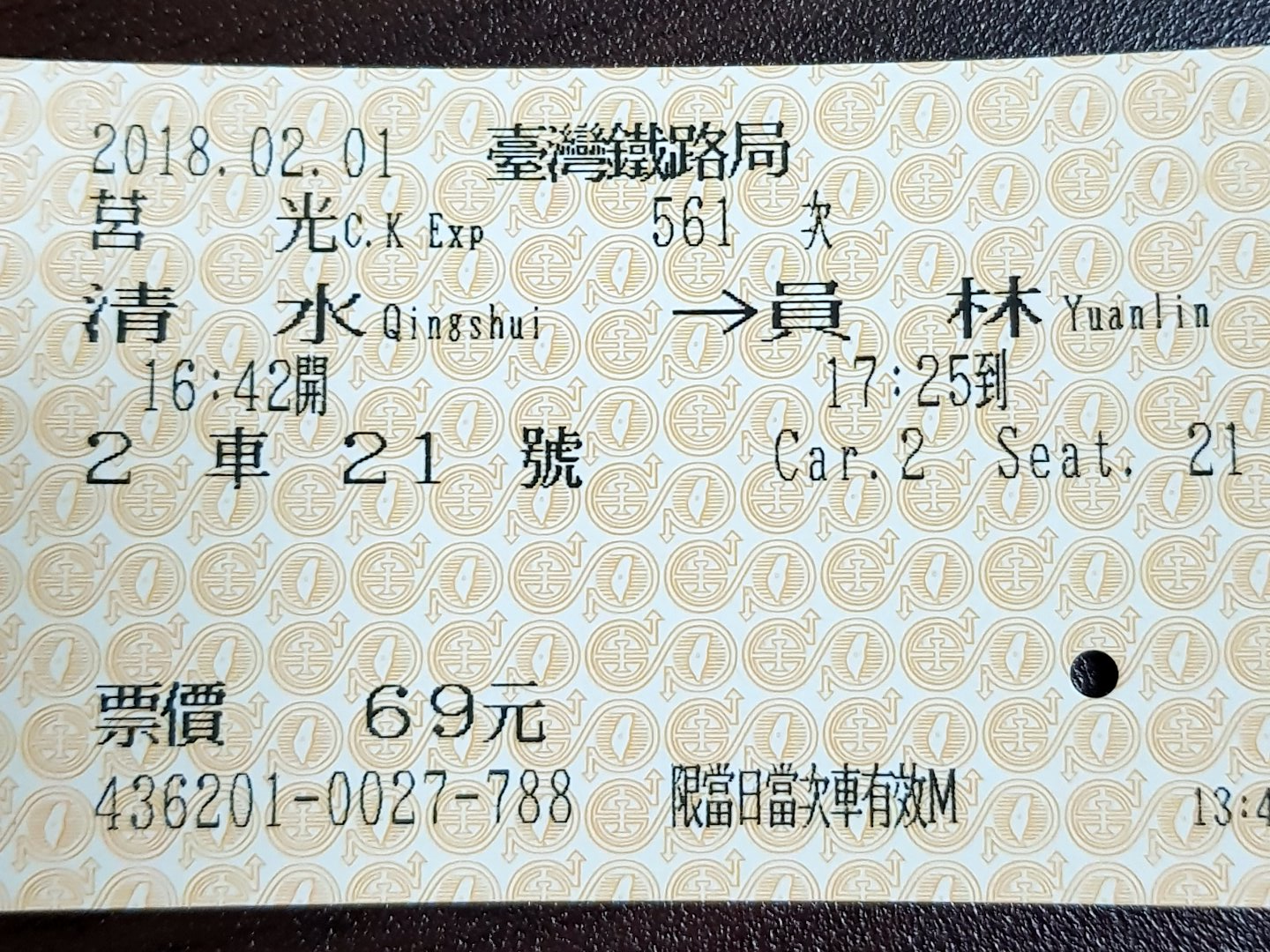
背磁式車票 莒光號
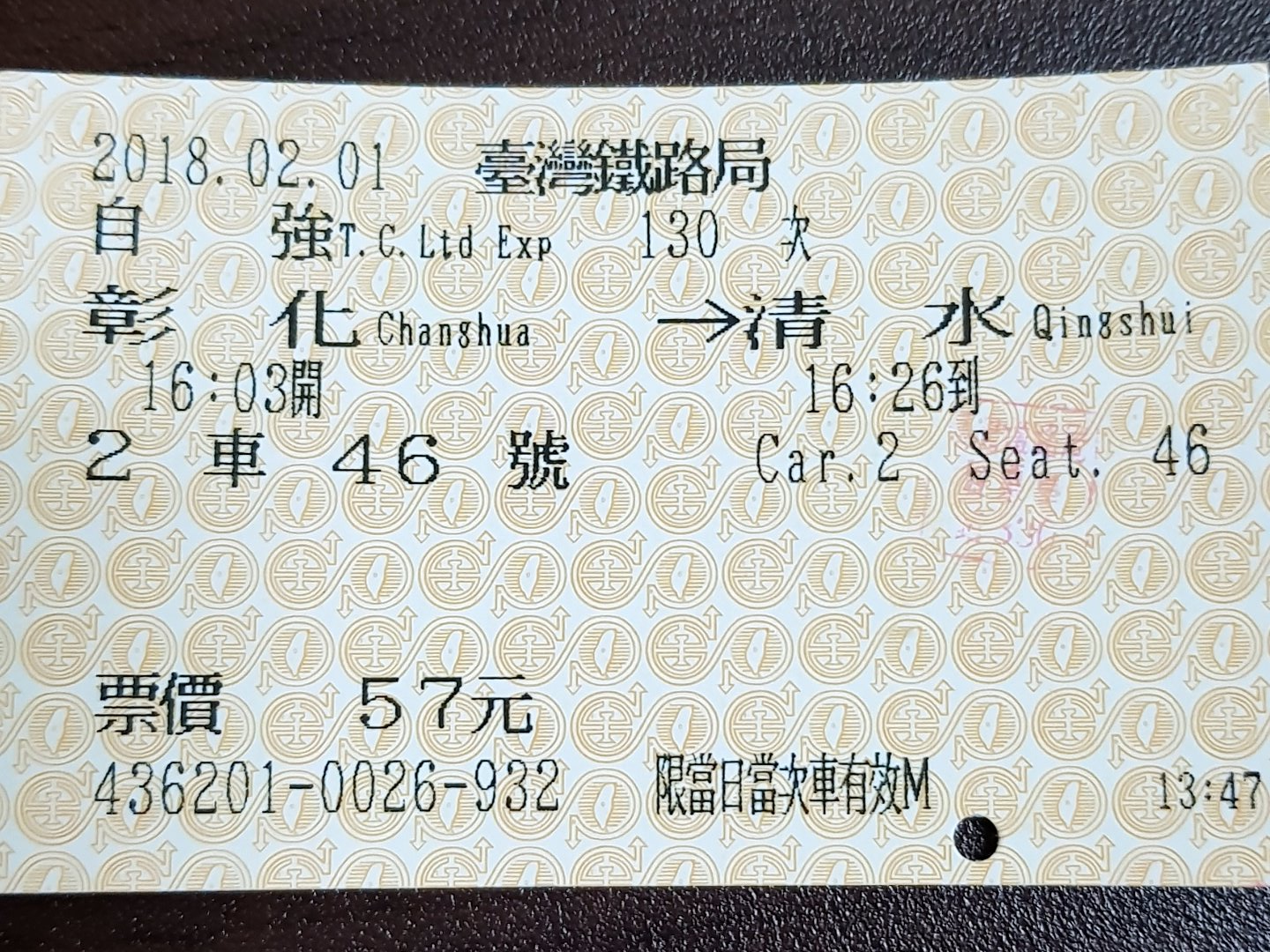
背磁式車票 自強號
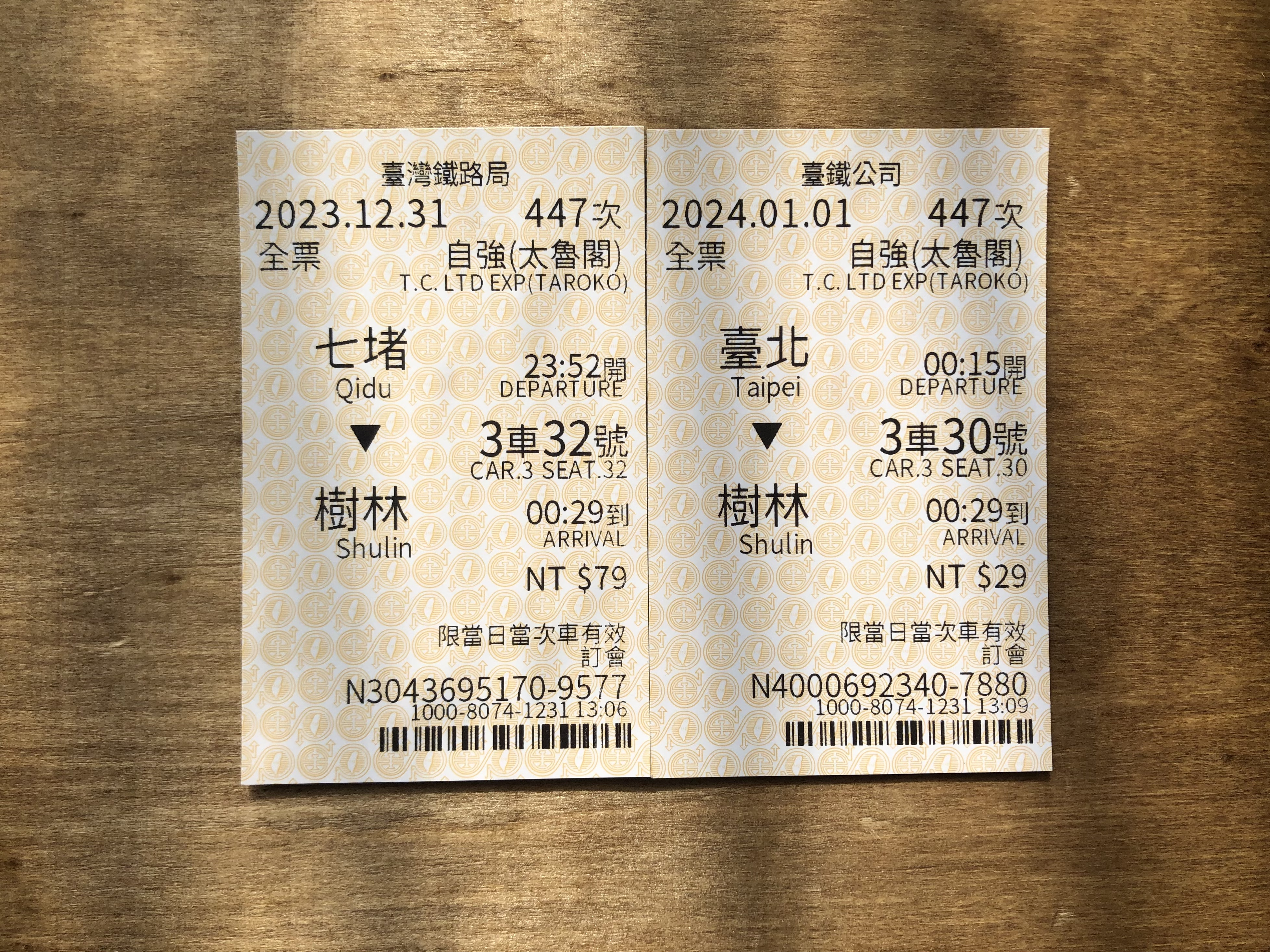
臺鐵現行車票樣式

進入21世紀，臺鐵開始進行捷運化計畫，將西部幹線轉型為長程運輸與短程通勤並重，並著手提升東部幹線的運能。在捷運化方面，台鐵增設多個通勤車站來縮短站距，以便民眾利用就近車站：八堵和基隆之間增設的三坑車站於2005年5月9日啟用，七堵和五堵車站之間增設的百福車站於2007年5月8日啟用，汐止和南港之間增設的汐科車站於2007年12月30日啟用，板橋和樹林車站間增設的浮洲車站也於2011年9月2日完工啟用。在2005年1月10日的改點中平快車車種不再出現於縱貫線北段，全面被通勤電聯車和復興號取代。
北迴線改良大部分工程於2003年6月底完工，並於7月4日在花蓮舉行電氣化通車典禮，由總統進行開幕剪綵儀式。北迴線全線雙軌化工程於2005年完成，列車班次密度得以大幅增加，並且有效縮短台北至花蓮的行車時間。為了提高宜蘭線服務品質和運轉速度而引進的太魯閣列車於2007年5月8日正式投入營運，為台灣首次引進的傾斜式列車。
2007年1月5日台灣高鐵通車，台鐵配合新建的新烏日與新左營車站也同時啟用，以供乘客轉乘高鐵台中站和高鐵左營站。配合銜接台南、新竹市中心至高鐵台南站和高鐵新竹站而新建的沙崙線及六家線也分別於2011年1月和11月通車，為台鐵自1992年南迴線通車後再次新建路線。
- 2003年7月：宜蘭線羅東－蘇澳電氣化、北迴線蘇澳新站－南澳電氣化、北迴線南澳－花蓮雙線電氣化通車。
- 2005年1月：北迴線蘇澳新站－南澳雙線化通車，北迴線全線雙線電氣化完工。
- 2005年：七堵調車場改建完成啟用，取代南港調車場成為台鐵客車調度基地。
- 2005年：啟用行車調度電話。
- 2006年6月1日：試辦女性專用車廂[13]。
- 2006年6月28日：《中國時報》報導試辦女性車廂效果不佳，台鐵表示尚待評估是否為既定政策[14]。同年12月1日，女性車廂試辦期結束，台鐵未公告續辦。
- 2006年11月1日：台鐵整編非對號列車車種，將每站停車的通勤電聯車、冷氣柴油客車、站站停的復興號，全部統稱為區間車，普通車與平快車全部改編為普快車，非每站停車的非對號列車車種則稱為區間快車。
- 2006年12月：正式使用行車調度電話；新烏日、新左營站啟用。
- 2007年3月1日：配合六家線之新建及內灣線改善工程，內灣線新竹－竹東段暫時停駛。
- 2007年5月8日：開行太魯閣號列車，使用車型為TEMU1000型電聯車，台北～花蓮最快行駛時間為1小時55分。
- 2007年6月：停用舊式無線電站車通訊系統。
- 2007年8月28日：EMU700型電聯車投入營運。
- 2007年9月1日：「人車同行」試辦[15]。
- 2007年9月28日：深澳線再度停駛。
- 2008年5月：拆除站車系統車上設備，全部改為行調電話系統。
- 2008年5月15日：台鐵實施年度時刻表調整，太魯閣號和區間快車大幅增班，普通車並同時退出宜蘭線營運，冷平退出屏東線營運，改點幅度為歷年最大[16][17][18][19]。
- 2008年6月20日：台北－樹林間共計4站試辦悠遊卡付費，為台鐵首次採用電子票證。
- 2008年7月1日：試辦「旅客攜帶置於攜車袋自行車隨乘」與對號列車「旅客攜帶寵物隨乘」服務[20][21]。
- 2008年8月1日：悠遊卡使用範圍擴大，基隆－中壢間共計19站開放使用悠遊卡付費，部分車站亦同步提供悠遊卡的加值服務[a]。
- 2008年5月15日：配合台鐵大改點，七堵車站正式取代松山成為西部幹線主要大部分旅客高級對號快車的發車和終點站。
- 2008年9月21日：縱貫線松山至汐科段鐵路地下化工程（又稱南港專案）竣工啟用，臺北市境內鐵路全面地下化。
- 2008年12月19日：斗六車站跨站式站房啟用。
- 2009年6月15日：服役30年的EMU100型自強號電聯車，進行平日最後定期營運。未來除留部分車組動態保存及輔助行駛外，其餘車輛將報廢除籍。
- 2009年6月16日：台鐵實施年度改點措施，除縮短區間車行車時間外，也將增加西部幹線直達列車及東部幹線、南迴線運能[22]。
- 2009年8月8日：八八水災造成屏東線、南迴線中斷。
- 2009年9月15日：南迴線南太麻里溪鐵橋(金崙至太麻里間)搶通，使列車得以從台東車站通至枋寮車站[23]
- 2009年12月30日：八八水災受創最嚴重的屏東線林邊段通車，環島鐵路網恢復。[24][25]
- 2009年12月31日：悠遊卡搭乘台鐵列車試辦合約到期，但悠遊卡公司承諾繼續提供台鐵基隆至中壢間各站乘車旅客悠遊卡服務。
- 2010年3月26日：西部幹線基隆－新竹、東部幹線八堵－瑞芳間（暖暖除外）啟用臺灣通電子票證乘車。
- 2010年5月28日：因應5月26日晨間，屏東－枋寮間區間車之發生男乘客性侵高中女學生案件，台鐵緊急指定晨間、夜間各級列車之第1節車廂為女性專用車廂[26][27][28]。
- 2010年11月23日：台鐵多卡通自動驗票閘門於南港車站、松山車站和台北車站正式啟用。
- 2010年12月22日：因應沙崙線通車新增70班次及基隆車站改建計畫（基隆站內由8股道縮減為3股道運行），台鐵微調250班次列車時刻，復興號同時於2010年12月21日離開西部幹線。

### 2011年至2020年
- 2011年1月2日：台鐵沙崙線、公路客運試辦啟用多卡通，悠遊卡正式進入南部交通領域。
- 2011年6月30日：台鐵擴大悠遊卡之使用範圍，北部增加侯硐、雙溪、貢寮、福隆等4站。南部則往北延長至南科車站（增加保安、大橋、永康、新市、南科）。
- 2011年9月28日：台鐵啟用新式車次編法，對號列車調整為三碼（加班車在車次三碼前加註5），四碼則專供區間車與普快車使用；新版時刻表亦同時啟用[29]。
- 2011年11月11日：六家線完工營運，同時內灣線新竹－竹東段改建完成恢復通車。
- 2011年11月11日：台鐵擴大悠遊卡、臺灣通之使用範圍，北部增加內灣線的世博（千甲）、竹科（新莊）、竹中、六家、竹東及內灣等6站。
- 2011年12月22日：台鐵啟用超商取票服務。
- 2012年3月30日：台鐵暖暖車站啟用悠遊卡服務。
- 2012年5月25日：台鐵直營的周邊商品商店「台鐵夢工廠」成立，首家店鋪設於台北車站，販售各類以台鐵為主題的文創商品[30]。
- 2012年9月28日：北湖車站啟用。
- 2012年12月18日：湖口車站跨站式站房啟用。
- 2013年1月1日：林口線停駛，結束營業。
- 2013年2月6日：開行普悠瑪號列車，使用車型為TEMU2000型電聯車。
- 2013年5月1日：協助經營林務局擁有的阿里山森林鐵路。
- 2013年5月30日：台鐵擴大多卡通之使用範圍，北部向南延伸至苗栗，南部向北延伸至後壁。
- 2013年7月17日：竹北車站跨站式站房啟用。
- 2013年9月30日：台鐵擴大多卡通之使用範圍，北部新增平溪線各站、內灣線，南部向北延伸至林內、向南延伸至屏東，多卡通開放皆可使用一卡通。
- 2013年10月25日：苗栗車站跨站式站房啟用。
- 2014年1月2日：EMU800型電聯車投入營運。
- 2014年1月9日：深澳線復駛至海科館車站，當日舉行啟用典禮，次日開放民眾搭乘。
- 2014年1月10日：仁德車站啟用。
- 2014年1月22日：新豐車站跨站式站房啟用。
- 2014年6月22日：鳳山車站臨時站啟用。
- 2014年7月16日：臺東線電氣化完工啟用，本日起大幅改點，台北~台東最快行駛時間為3小時30分鐘。
- 2014年8月1日：高雄市區凌晨發生丙烯氣爆事故，導致三多路平交道部分路軌隆起位移，警報號誌及圍籬傾倒，第一臨港線停駛。
- 2014年8月2日：氣爆事故後，經高雄市政府災害應變中心同意，臺鐵高雄工務段、電務段人員在上午八時進場搶修三多路平交道受損路軌，並於當日下午拆除平交道板。
- 2014年11月2日：員林鐵路與車站高架化完工通車。
- 2015年3月24日：臺東線電氣化工程後續路段：臺東─知本間完工啟用，部分普悠瑪列車班次改為知本到開（南迴線首段電氣化路線）。
- 2015年6月28日：基隆車站新站啟用，採用半地下化模式分為南北兩出口站。
- 2015年6月30日：電子票證於西部幹線與宜蘭線全面貫通，加入中部地區和宜蘭線，可一路使用於屏東－基隆、八堵－蘇澳間及各支線。[31]
- 2015年7月26日：桃園臨時站啟用。
- 2015年8月8日：蘇迪勒颱風來襲，造成部分貨車被吹離鐵軌。
- 2015年8月23日：屏東－潮州間鐵路高架電氣化完工，並且雙線化[32]。
- 2015年8月26日：壽豐車站高架化新站啟用。
- 2015年9月19日：潮州車站自三等站升格為一等站。
- 2015年10月1日：壽豐－南平間雙線化啟用。
- 2015年10月15日：因應潮州基地正式啟用，原高雄機務段、高雄檢車段遷移至此，同時微調250班次列車時刻，潮州車站正式取代高雄車站成為西部幹線主要大部分旅客高級對號快車之起訖站，另外多卡通服務範圍亦由屏東向南延伸至潮州[33]。
- 2015年12月23日：南樹林車站啟用。
- 2016年1月1日：屏東線潮州－枋寮區間納入多卡通服務範圍。[34]
- 2016年3月1日：北迴線納入多卡通服務範圍。[34]
- 2016年4月21日：首次開行西部幹線普悠瑪號，台北~高雄最快行駛時間約為3小時40分。[35]
- 2016年4月22日：由臺灣原住民族籍立法委員陳瑩推動專為原住民於傳統祭典期間返回花東開設專車，確定7月試辦。[36]
- 2016年5月11日：icash納入多卡通服務範圍。
- 2016年6月1日：台鐵首次實施火車票實名制，初期只限身分證字號為U跟V開頭者使用。[37]
- 2016年6月28日：臺東線吉安－南迴線加祿區間納入電子票證服務範圍，臺鐵至此開通全線電子票證乘車服務[38][39]。
- 2016年6月29日：三姓橋車站完工啟用[40]。
- 2016年8月31日：HappyCash納入多卡通服務範圍。
- 2016年9月2日：停駛一部分車次，如504車次等
- 2016年9月10日：豐富車站北移450公尺的新站房啟用，可直接連結高鐵苗栗站。
- 2016年10月16日：臺中鐵路高架捷運化第一階段完工通車，大慶車站、臺中車站、太原車站、潭子車站、豐原車站共五座車站完成高架化[41]。
- 2016年10月20日：改點，為紓緩乘務人力，台鐵依據尖、離峰不同時段予以適當區隔，酌減離峰時段利用率偏低班次，挪移人力及車輛運用至假日尖峰時段，並配合台中高架化第一階段工程完工，於本日起進行年度時刻調整，以發揮整體列車最大運輸效能，其中客座利用率偏低之晨、夜間離峰時段客運列車，計86班次予以截短或停駛，莒光號除觀光列車與51/52次及專列外，全面退出山線（台中線）。
- 2016年12月28日：深澳線八斗子車站完工啟用[42]。
- 2017年4月27日：改點95班列車，增加停靠與高鐵站共構或共站的班次，強化與高鐵間的連接，往返花蓮地區的自強號（含太魯閣號及普悠瑪號）大量增停南港站，以方便旅客利用高鐵南港站轉乘[43]。
- 2017年6月：針對原住民返鄉參加祭典的交通疏運，台鐵宣布將於7、8月開行「原住民祭典返鄉列車」，總計10梯次、100個車次、1萬3千個座位[44][45][46]。
- 2017年9月6日：為配合新富車站啟用及南迴線電氣化工程施工需要，於本日起進行年度時刻調整，將有342班調整行車時刻，其中214班行車時間調整超過5分鐘以上。惟南迴鐵路因地處偏遠，施工條件不佳，為增加夜間施工時間，潮州－台東間自9月6日至2019年6月30日止，逢週一至週四、週六晚間7時起至翌日6時止停駛客運列車，改採公路客運替代運輸，惟寒假、暑假及3天以上連續假日及補上班之週六除外。
- 2017年9月26日：新自強隧道單線通車，舞鶴號誌站廢止。
- 2017年12月7日：七堵－八堵間增設橫渡線啟用，小改點。
- 2018年1月15日：旅客由自動閘門出站時再也不回收車票，可自行保留，票根會打上兩個洞，表示該車票已經使用完畢。[47]
- 2018年3月12日：阿里山森林鐵路停駛。
- 2018年4月23日：改點，將調整17班列車縮短行駛時間，以減少停靠站的方式，提早收班或是延後發車，以利夜間養護，估計受影響旅客約700人。但工會認為，台鐵根本的人力不足問題沒解決，只是治標[48]。
- 2018年6月27日：阿里山森林鐵路各項保養等作業均已改善完成，已在6月3至9日連續7天進行試運轉作業，結果所有試運轉列車均正常行駛，所以台鐵公司表示，在26日試營運後，27日零時起恢復各級列車正常行駛[49]。
- 2018年7月1日：阿里山森林鐵路將自今日起回歸林務局，林務局今天在嘉義召開說明會，強調員工待遇「不會低於、只會優於台鐵局」。移撥至林鐵及文資處的從業人員，本薪最高將從原本的新台幣4萬8840元提高到5萬1800元，另職務薪最高將從3980元調高到4495元；加上原本就有的年終獎金、春節疏運獎金、安全獎金、乘務旅費、危險職務津貼、僻地津貼之外，另新增績效獎金。此外，新進人員晉級至184薪點所需時間，將從7年縮短為4年。至於林務局原先規劃的不休假獎金，將依員工要求改為國民旅遊卡；原先規劃只有考績甲等可晉級、發給獎金，也應員工要求，比照台鐵森鐵處現制，考績甲、乙等都可晉級，發給獎金[50]。
- 2018年7月10日：台東線林榮新光車站啟用，因應車站啟用台東線將會進行小改點，並於同日啟用新自強隧道之東正線。
- 2018年7月20日：為了配合臺南市區鐵路地下化計畫，臺南車站自即日起停止貨運及軍運業務，改為一般通勤車站。
- 2018年9月29日：高雄臨港線配合高雄市區鐵路地下化即將完工通車以及高雄環狀輕軌第二階段進場施工，10月1日起全線正式廢止。
- 2018年10月3日：花蓮車站花費6億9千萬元改建為跨站式車站，進行站體切換通車，後續工程於2019年7日20日竣工。
- 2018年10月14日：改點，為紓緩乘務人力，台鐵依據尖、離峰不同時段予以適當區隔，酌減離峰時段利用率偏低班次，挪移人力及車輛運用至假日尖峰時段，高雄市區鐵路地下化第一階段完工通車，現有左營（舊城）、高雄、鳳山三座車站完成地下化；復設內惟、鼓山、三塊厝三座地下車站；新增美術館、民族、科工館、正義四座地下車站。復興號列車只行駛到潮州車站，以北由莒光號列車取代，西線使用折疊門式莒光號車廂之班次裁短為新左營站到發。
- 2018年10月28日：臺中都會區鐵路高架捷運化計畫第二階段完工，除原有豐原、潭子、太原、臺中、大慶五座車站外，另增設栗林、頭家厝、松竹、精武、五權五座高架車站。
- 2019年3月30日：成追線切換軌道，以利進行後續雙線化工程。
- 2019年8月23日：新花蓮火車站第二階段站房竣工。
- 2019年9月17日：新花蓮火車站第二階段站設施包含:公共藝術「洄瀾鯨奇」、第二階段增設的廁所（增設的廁所位於改建後的舊花蓮火車站裹）、自行車旅館（增設的廁所位於改建後的舊花蓮火車站裹）啟用。
- 2019年9月19日：新花蓮火車站出站閘機啟用。
- 2019年9月22日：第一八堡圳橋東正線切換。
- 2019年12月20日：南迴鐵路電氣化之潮州至枋寮路段率先通車，列車時刻並大量改點，其中111、136次普悠瑪號及129、168次自強號由潮州站延駛至枋寮站，至此，屏東線全面電氣化。
- 2020年1月3日：成追線雙線化完工啟用。
- 2020年2月16日：第一八堡圳橋西正線切換。
- 2020年3月1日：為了配合嘉義市區鐵路高架化計畫，嘉義車站自即日起停止貨運及軍運業務，改為一般通勤車站。
- 2020年3月27日：枋山車站由招呼站升等為乙種簡易站。
- 2020年4月10日：枋山車站第1月台（第一股道）啟用、第2月台A側（第二股道）重建中。
- 2020年5月28日：多良車站南側的臨海新線與新多良一號隧道（152公尺長）切換啟用通車。多良一號隧道廢棄[51][52]。
- 2020年6月22日：台中車站第2月台B側（第四股道）、第三月台（第五股道）完工[53]。
- 2020年8月18日：台中車站第2月台B側（第四股道）、第三月台（第五股道）啟用。
- 2020年11月22日：牛埔溪橋東正線切換。
- 2020年11月29日：牛埔溪橋西正線切換。
- 2020年12月20日：南迴線枋寮至知本電氣化通車，從此環島鐵路幹線皆全面電氣化，同時普快車終止營運。
- 2020年12月23日：枋寮車站由三等站升等為二等站，並進行改點，部分班次改為跨線行駛。

### 2021年至2030年
- 2021年3月25日：南迴線新建利嘉溪橋完工通車。
- 2021年4月4日：EMU900型電聯車投入營運。
- 2021年4月25日：側推北勢溪新橋完工通車[54]。
- 2021年9月5日：枋寮車站第一月台啟用[55]。
- 2021年10月23日：由普快車整修復舊而成的藍皮解憂號，以觀光列車的方式投入營運。
- 2021年12月29日：EMU3000型電聯車開始定期班次營運，該種列車另附設商務車廂「騰雲座艙」。
- 2021年12月31日：Happy Cash結束電子票證乘車服務。
- 2022年3月29日：復興號列車終止營運，EMU1200型電聯車終止定期班次營運。

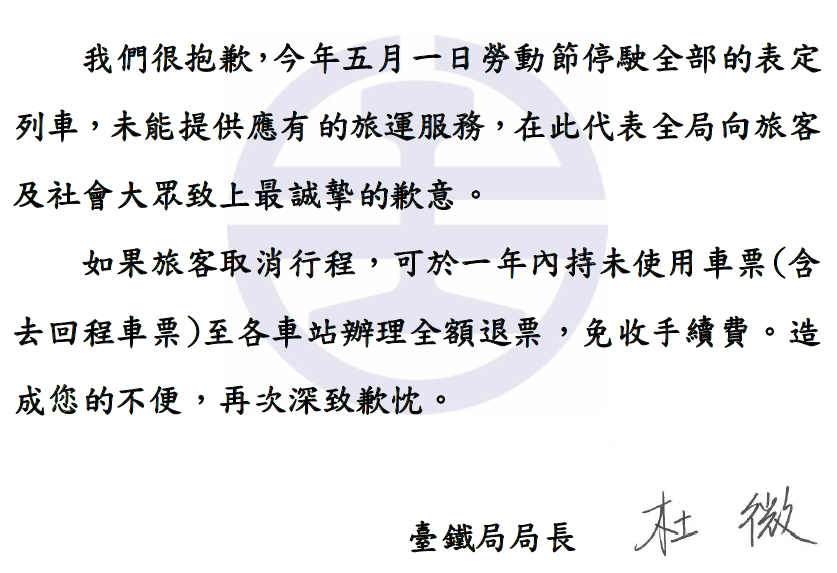
勞動節臺鐵停駛公告

- 2022年5月1日：因臺灣鐵路企業工會、臺灣鐵路產業工會、火車駕駛員聯誼會不滿交通部強制推動臺鐵公司化草案，草案中無任何一條關於安全改革之條文，認為交通部透過公司化規避《國有財產法》，欲將台鐵土地變相給財團使用，且適逢勞動節，臺鐵所有表定列車班次於當日全面停駛，是34年來首度於無颱風等天災的情況下全日停駛，但仍臨時機動開行18列次區間（快）車，涵蓋環島鐵路幹線，並另開行稱為類火車的臨時公路客運接替運輸。
- 2022年5月27日：立法院三讀通過《國營臺灣鐵路股份有限公司設置條例》草案，臺灣鐵路管理局將依該法公司化。[56]。
- 2022年5月31日：新馬車站因2018年宜蘭普悠瑪列車出軌事故將進行路線改善，將暫停辦理客運業務，預計為期兩年[57]。
- 2022年6月29日：折疊門莒光號全數退出定期運用，剩餘的莒光號班次皆為自動門莒光號車廂。
- 2023年4月26日：DR2800、DR2900、DR3000型柴聯車終止定期班次營運。
- 2024年1月1日：臺灣鐵路管理局正式公司化，改制為國營臺灣鐵路股份有限公司[58]。
- 2024年6月2日：溫厝廍溪橋改建工程完工通車。
- 2024年8月1日： 推出「電子定期票」[59]。
- 2024年8月19日：取消電子票證9折優惠，改採「常客回饋」方案[60]。
- 2024年11月30日：鳳鳴車站臨時站完工通車。

## 路線

台鐵營運路線圖（阿里山林鐵由農業部林業及自然保育署營運）管理

### 營運路線
以西部幹線、東部幹線、南迴線構成的環島鐵路網絡，為台鐵核心的營運路線，其他路線則為運量較小的支線鐵路。至2020年底為止，台鐵的營運里程總數為1,065公里，車站總數為241座（客貨運兼營73座、客運專營167座、貨運專營1座），軌道總長度則為2,480公里。
在此列出臺鐵當前的營運路線，依官方正式文件的定義，不含側線與其他特殊路線：
| 類別     | 類別     | 路線名   | 路線名         | 區間             | 長度（公里） | 長度（公里） | 軌距                |
| -------- | -------- | -------- | -------------- | ---------------- | ------------ | ------------ | ------------------- |
| 幹線     | 西部幹線 | 縱貫線   | 北段           | 基隆－竹南       | 125.4        | 404.5        | 1,067 毫米 （窄軌） |
| 幹線     | 西部幹線 | 縱貫線   | 海岸線（海線） | 竹南－彰化       | 90.2         | 404.5        | 1,067 毫米 （窄軌） |
| 幹線     | 西部幹線 | 縱貫線   | 南段           | 彰化－高雄       | 188.9        | 404.5        | 1,067 毫米 （窄軌） |
| 幹線     | 西部幹線 | 縱貫線   | 臺中線（山線） | 竹南－彰化       | 85.5         | 87.7         | 1,067 毫米 （窄軌） |
| 幹線     | 西部幹線 | 成追線   | 成追線         | 成功－追分       | 2.2          | 87.7         | 1,067 毫米 （窄軌） |
| 幹線     | 西部幹線 | 屏東線   | 屏東線         | 高雄－枋寮       | 61.3         | 61.3         | 1,067 毫米 （窄軌） |
| 幹線     | 東部幹線 | 宜蘭線   | 宜蘭線         | 八堵－蘇澳       | 93.6         | 93.6         | 1,067 毫米 （窄軌） |
| 幹線     | 東部幹線 | 北迴線   | 北迴線         | 蘇澳新－花蓮     | 79.2         | 79.2         | 1,067 毫米 （窄軌） |
| 幹線     | 東部幹線 | 臺東線   | 臺東線         | 花蓮－臺東       | 150.9        | 150.9        | 1,067 毫米 （窄軌） |
| 幹線     | 南迴線   | 南迴線   | 南迴線         | 枋寮－臺東       | 98.2         | 98.2         | 1,067 毫米 （窄軌） |
| 客運支線 | 客運支線 | 平溪線   | 平溪線         | 三貂嶺－菁桐     | 12.9         | 12.9         | 1,067 毫米 （窄軌） |
| 客運支線 | 客運支線 | 深澳線   | 深澳線         | 瑞芳－八斗子     | 4.7          | 4.7          | 1,067 毫米 （窄軌） |
| 客運支線 | 客運支線 | 內灣線   | 內灣線         | 新竹－內灣       | 27.9         | 27.9         | 1,067 毫米 （窄軌） |
| 客運支線 | 客運支線 | 六家線   | 六家線         | 竹中－六家       | 3.1          | 3.1          | 1,067 毫米 （窄軌） |
| 客運支線 | 客運支線 | 集集線   | 集集線         | 二水－車埕       | 29.7         | 29.7         | 1,067 毫米 （窄軌） |
| 客運支線 | 客運支線 | 沙崙線   | 沙崙線         | 中洲－沙崙       | 5.3          | 5.3          | 1,067 毫米 （窄軌） |
| 客運支線 | 客運支線 | 舊山線   | 舊山線         | 三義－后里       | 15.9         | 15.9         | 1,067 毫米 （窄軌） |
| 貨運支線 | 貨運支線 | 臺中港線 | 臺中港線       | 臺中港－一號碼頭 | 7.8          | 7.8          | 1,067 毫米 （窄軌） |
| 貨運支線 | 貨運支線 | 花蓮港線 | 花蓮港線       | 北埔－花蓮港     | 7.4          | 7.4          | 1,067 毫米 （窄軌） |

### 計畫路線
自從1991年南迴鐵路通車完成環島鐵路網後，至2011年沙崙線通車前，臺鐵沒有繼續新建路線，既有支線因運量不足面臨廢除。隨著高鐵通車，臺鐵積極轉型，而2005年起執行的新十大建設中，將臺鐵路線改善、新設通勤線列為重點項目。
2012年，交通部鐵路改建工程局完成《臺灣整體鐵道網規劃（一）》期末報告，2014年進行《臺灣整體鐵道網（二）》成果說明會。同年，交通部宣示推動「10年鐵道復興計畫」，針對臺鐵，推動下述改善工程：
- 環島鐵路電氣化（南迴線、屏東線潮州＝枋寮間）
- 雙線及多線路網（臺東線雙線化、海岸線雙線化）
- 鐵路高架化（臺中、彰化、員林、嘉義）、地下化（桃園、臺南、高雄）

以及建設新路線：
- 海生館線
- 恆春線
- 甲線
- 田中線（臺鐵田中站＝高鐵彰化站）
- 虎尾線（臺鐵斗南站＝高鐵雲林站）

## 營運車輛

### 營運車輛
臺鐵使用的車輛依其功能，分為機車、電車組、機動車、客車、貨車、工程車輛等，其中又以電車組為最主要的營運車型。至2008年底為止，臺鐵營運中的車輛數量為4,503輛，至2015年底為止，臺鐵營運中的車輛數量為 4,468 輛。

## 營運車種
臺鐵目前營運中的客運車種有不同等級，依照販售票種方式，分為「對號列車」與「非對號列車」兩大類型。
| 類別   | 車種名稱   | 車種名稱         | 英語名稱                                  | 使用車輛     | 使用車輛                                                   | 每公里票價 |
| ------ | ---------- | ---------------- | ----------------------------------------- | ------------ | ---------------------------------------------------------- | ---------- |
| 對號   | 自強號列車 | 普悠瑪自強號列車 | Puyuma Express                            | 電聯車       | TEMU2000型                                                 | 3.39 元    |
| 對號   | 自強號列車 | 太魯閣自強號列車 | Taroko Express                            | 電聯車       | TEMU1000型                                                 | 3.39 元    |
| 對號   | 自強號列車 | 新自強號列車     | Tze-Chiang Limited Express (T.C. Ltd Exp) | 電聯車       | EMU3000型                                                  | 3.39 元    |
| 對號   | 自強號列車 | 一般自強號列車   | Tze-Chiang Limited Express (T.C. Ltd Exp) | 電聯車       |                                                            | 3.39 元    |
| 對號   | 自強號列車 | 推拉式           | Tze-Chiang Limited Express (T.C. Ltd Exp) | 推拉式自強號 |                                                            | 3.39 元    |
| 對號   | 自強號列車 | 柴聯車           | Tze-Chiang Limited Express (T.C. Ltd Exp) | DR3100型     |                                                            | 3.39 元    |
| 對號   | 莒光號列車 | 莒光號列車       | Chu-Kuang Express (C.K. Exp)              | 動力集中式   | 10400型、10500型、10600型                                  | 2.61 元    |
| 非對號 | 區間快車   | 區間快車         | Fast Local Train                          | 電聯車       | EMU500型、EMU600型、EMU700型、EMU800型、EMU900型、DR1000型 | 2.18 元    |
| 非對號 | 區間車     | 區間車           | Local Train                               | 電聯車       | EMU500型、EMU600型、EMU700型、EMU800型、EMU900型、DR1000型 | 2.18 元    |

### 對號列車

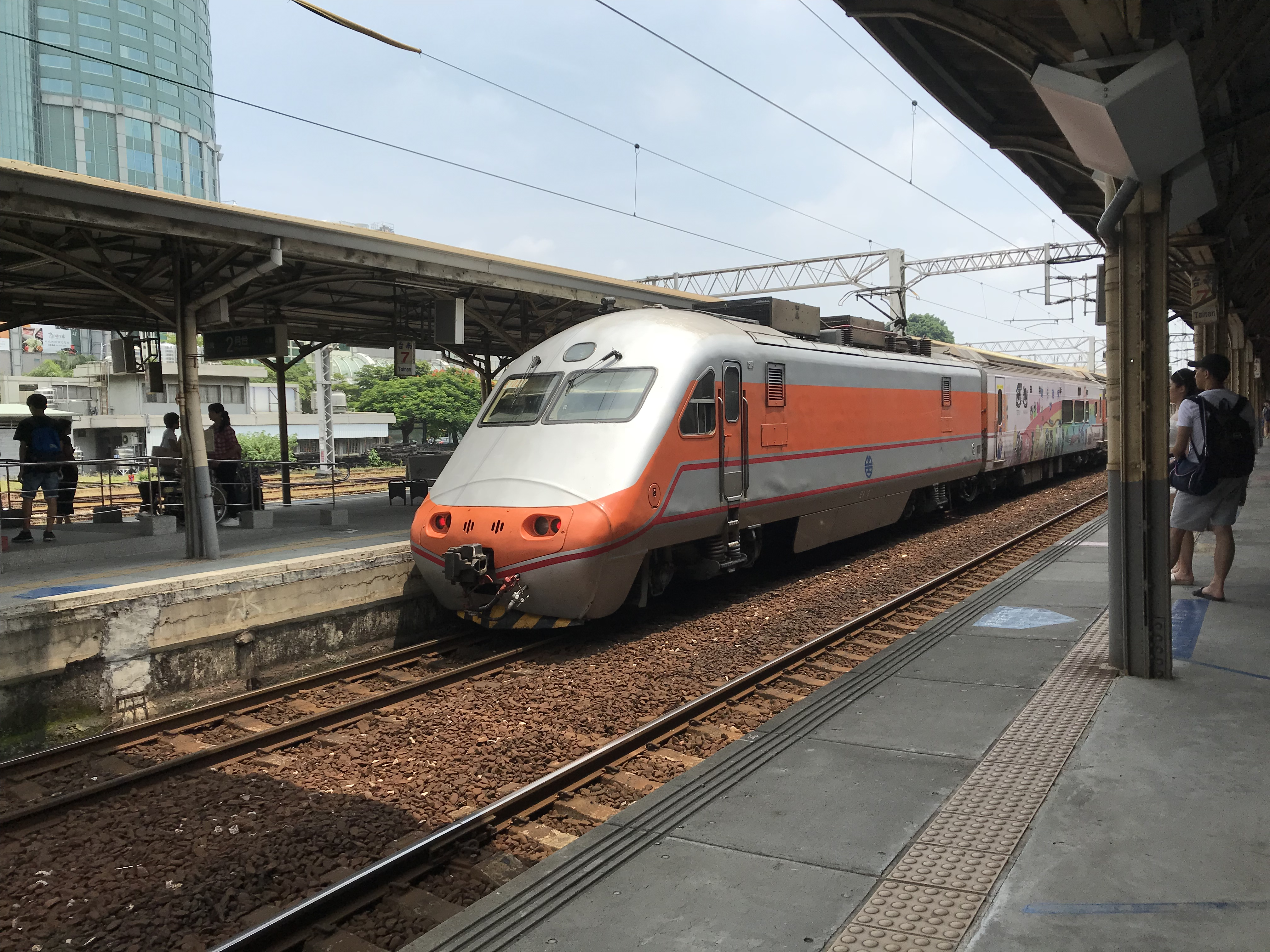
自強號是臺鐵目前主要之營運車種，圖為自強號運用的車型之一推拉式自強號
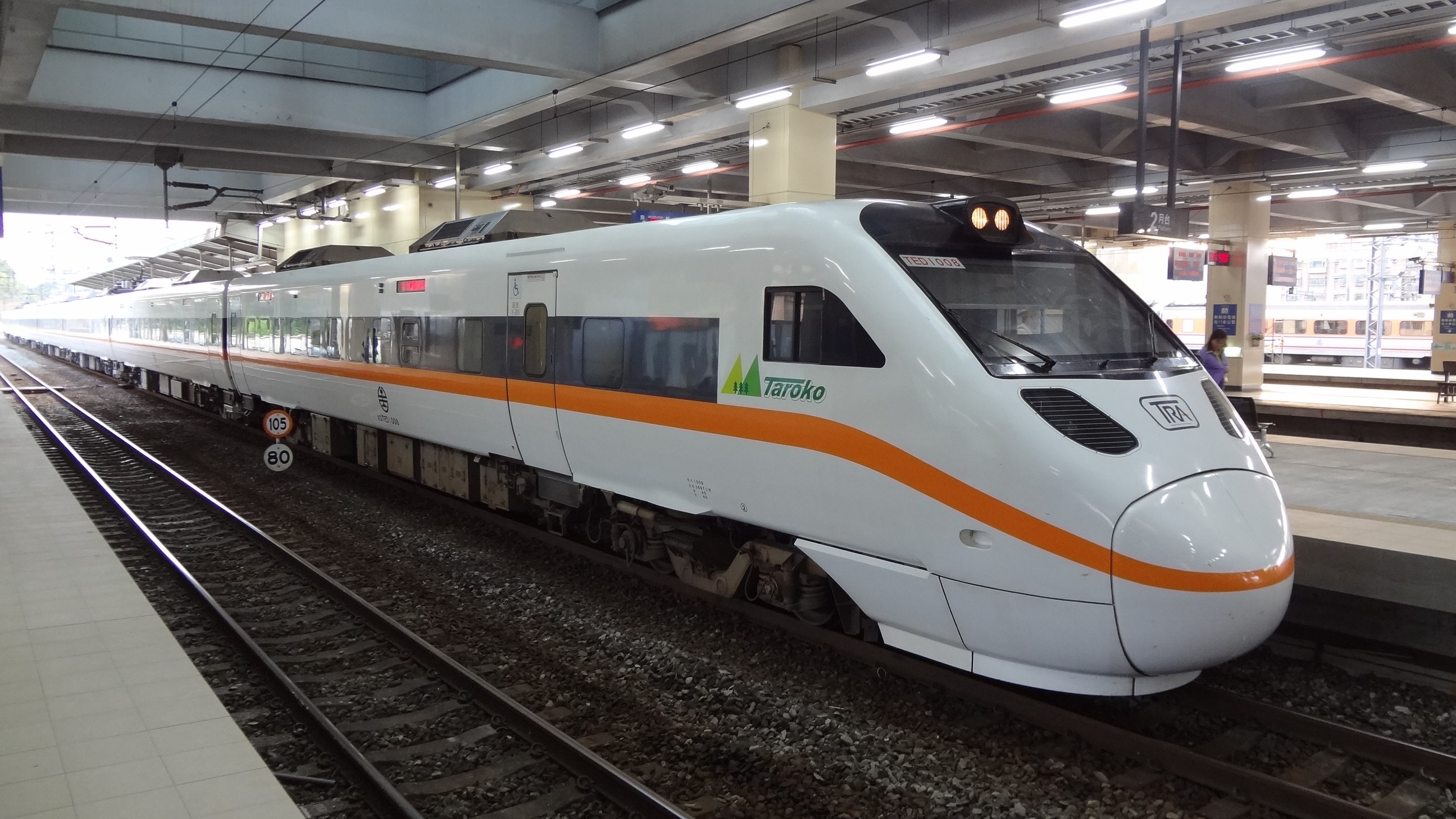
台鐵於2007年新購之太魯閣號
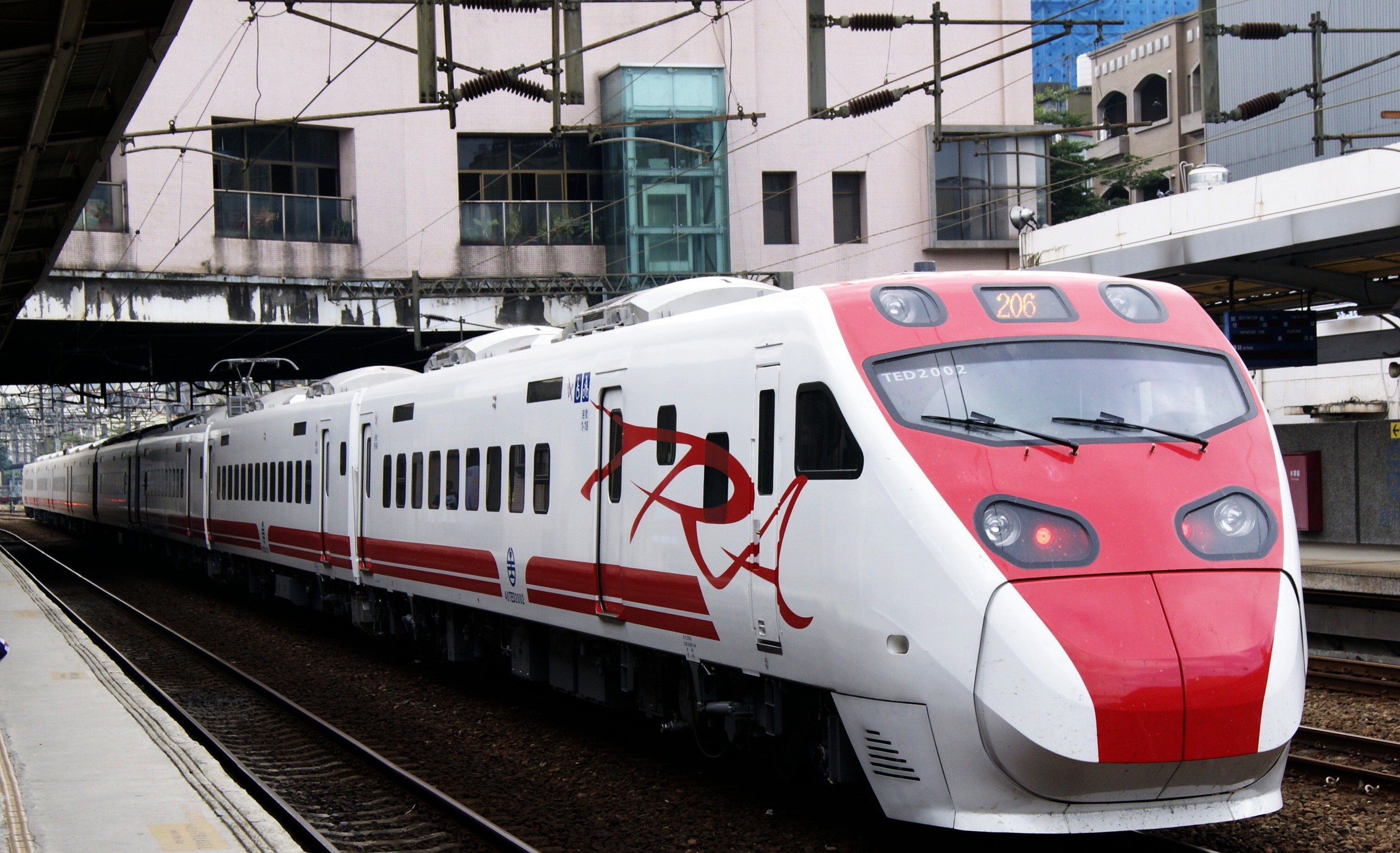
台鐵於2012年新購之普悠瑪號
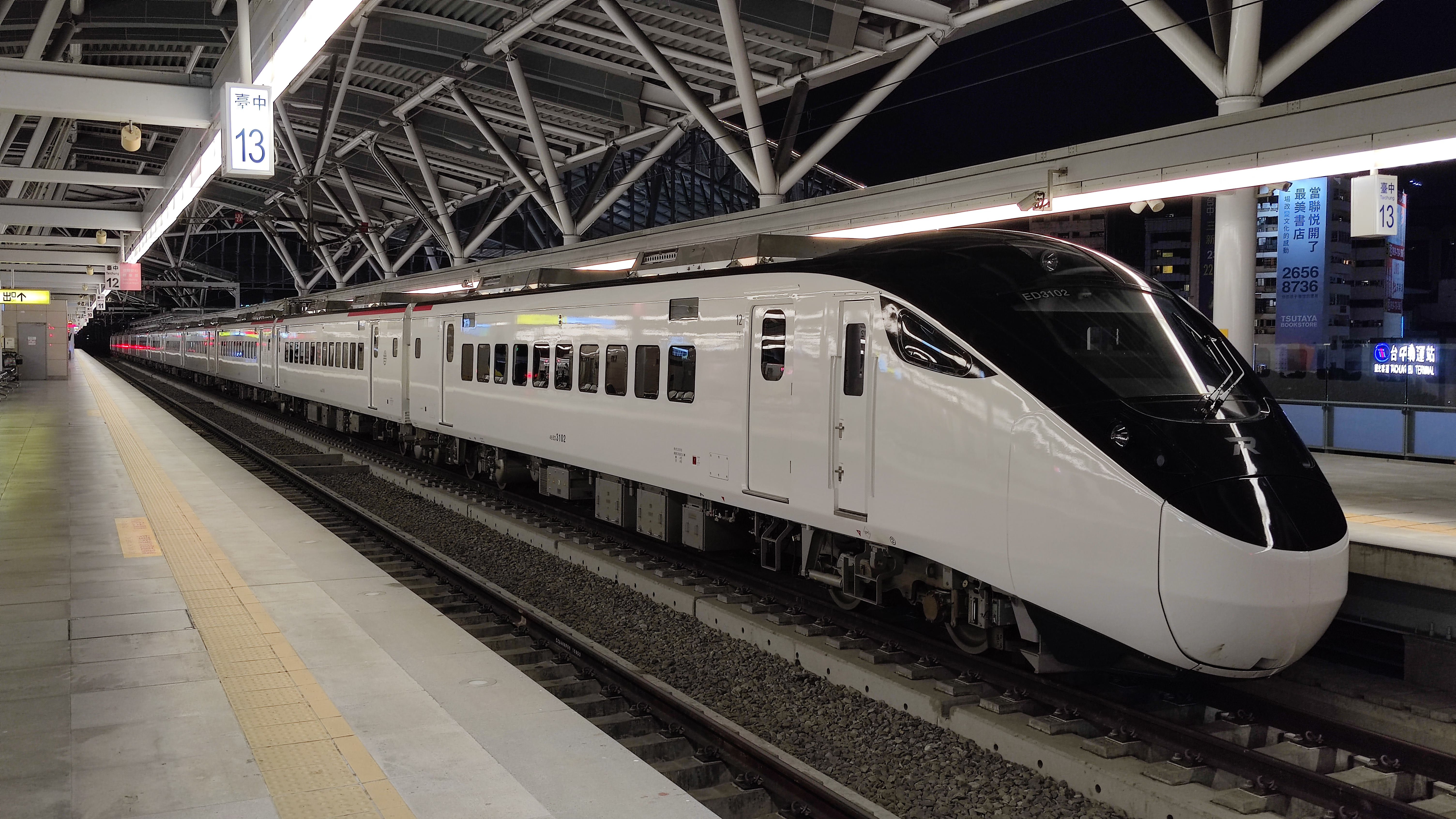
台鐵於2021年新購之EMU3000型自強號

對號列車運用於中長程運輸，属于台鐵城際鐵路服務，以停靠運量較大的車站為主。售票則分為對號座（座票）及無座票（站票）兩種，無座票旅客不得佔用已售出之座位。

#### 自強號列車
為台鐵目前最高等級的列車，費率為每公里2.27元，停站數為各車種中最少，包括柴聯自強號、推拉式自強號、太魯閣號、普悠瑪號、新自強號。
- 自強號
  - 採混合全車對號座與無座位空位乘車（又稱站票），可使用不劃座的車票、定期票、電子票證等票證搭乘，亦發售指定班次的無座票，以利用未被劃位的空位搭乘。新引進之EMU3000型電聯車列車為維護乘車品質，該種列車不發售無座票，全車對號座，限持當日當次車票搭乘，使用其他票證者禁止搭乘。
  - 1978年開始營運時以EMU100型電聯車運行，現以推拉式自強號為主力，EMU1200型電聯車、EMU300型電聯車會擔當少許車班，而在行駛至非電氣化區間的路線則會使用柴聯自強號。1991年7月6日至1992年3月31日間，曾於4列次自強號3車實施商務車廂。2014年9月1日起購買柴聯自強號車票於週一至週四（例假日除外）享有單程票價97折優惠。2015年12月24日起取消來回票9折優惠。

- 太魯閣號
  - 太魯閣號為台鐵向日本採購之TEMU1000傾斜式電聯車，也是台鐵首款傾斜式列車，主要行駛於東部幹線，以投入營運時的命名「太魯閣號」較為廣泛使用，全車對號座，不發售無座票，且限持當日當次車票搭乘，使用其他票證者禁止搭乘。2014年9月1日起，購買太魯閣號車票不再享有去回票9折優惠。

- 普悠瑪號
  - 普悠瑪號編制屬自強號，為台鐵向日本採購之TEMU2000傾斜式電聯車，營運初期主要行駛於東部幹線，以「普悠瑪號」廣泛使用，全車對號座，不發售無座票，且須持當日當次車票搭乘，使用其他票證者禁止搭乘。2014年9月1日起購買普悠瑪號車票不再享有去回票9折優惠，2015年2月15日起，遇連續假期且經官方公告者，發售限量的指定班次之自由座，2021年12月29日同太魯閣號取消自由座。2022年目前臺鐵環台路網均可見其行駛。

- 新自強號
  - 為台灣向日本採購之EMU3000型非傾斜式電聯車，以「新自強號」廣泛使用，設有商務車廂「騰雲座艙」，全車對號座，不發售無座票，須持當日當次車車票搭乘，使用其他票證禁止搭乘。

#### 對號列車
- 莒光號列車
  - 莒光號列車為臺鐵目前第二級的列車。部分車廂為過去的觀光號改造而來，部分則是將落地與車頂兩種冷氣機式復興號，及落地冷氣式的莒光重新改裝的自動門版本，1985年以後新造的車廂採用重新設計，將空調機改至車頂以增設車門，現在則因為車廂老舊（如手動開門式的莒光號）及西部幹線莒光號車速較慢，在2015年10月15日的改點後，將部份莒光號撤銷，或是使用EMU800型電聯車或EMU500所組成的區間快車取代並行駛。

- 復興號列車
  - 復興號列車為臺鐵第三級對號列車，已退役。1980年7月16日起於4列莒光號附掛冷氣對號客車（車票為莒光特快附掛對號）。1981年3月3日起正式行駛莒光復興混合編組（莒興號），7月1日起行駛2列，同月16日再加駛2列復興號。1984年第一批變色復興號SPK2200型問世，也首次將空調機搬上車頂。2010年12月22日之後曾一度停駛，2011年4月8日起重新於東部幹線行駛部分車次。初期塗裝與莒光號同橘色塗裝，只有白線部分2條做區分，屋頂冷氣型復興號均改裝成FPK10500、FPK11500、DC10500、PC10500、BCK10600、BCK10700等形式。2022年3月29日行駛末班列車並退出正班車營運[66]。

### 非對號列車

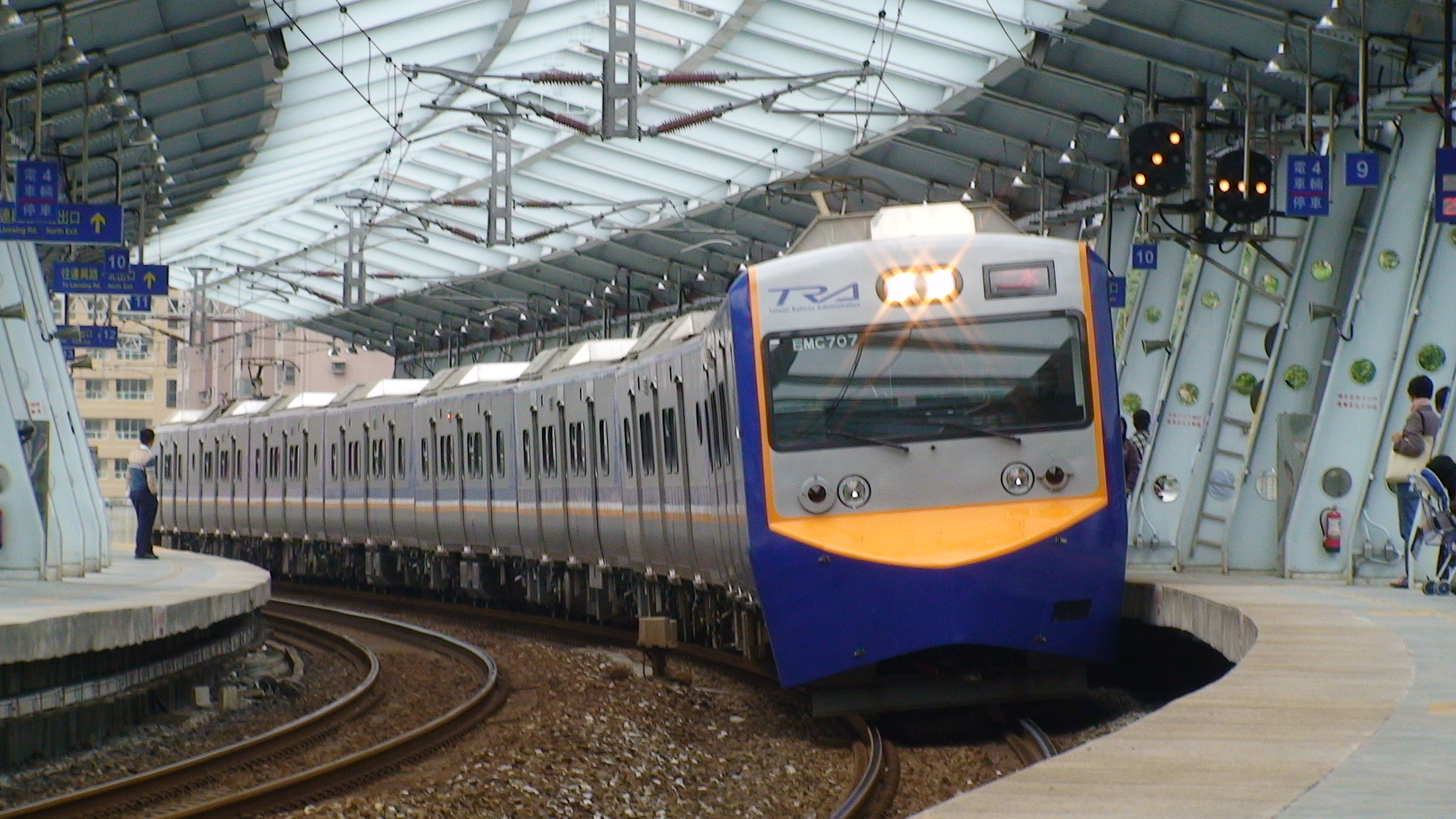
臺鐵另一主要營運車種為區間車與區間快車，圖為區間車使用的700型通勤電聯車
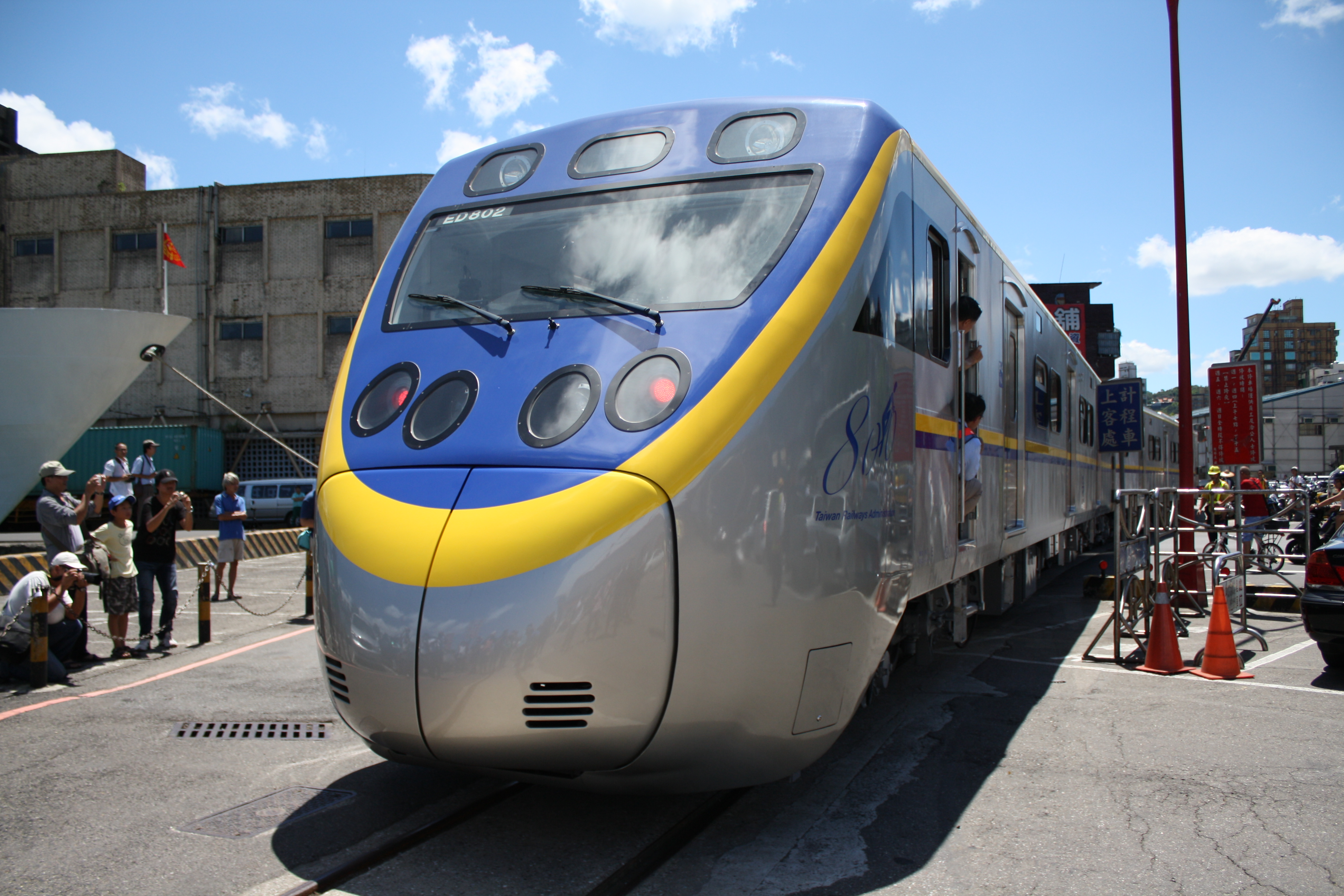
臺鐵800型通勤電聯車
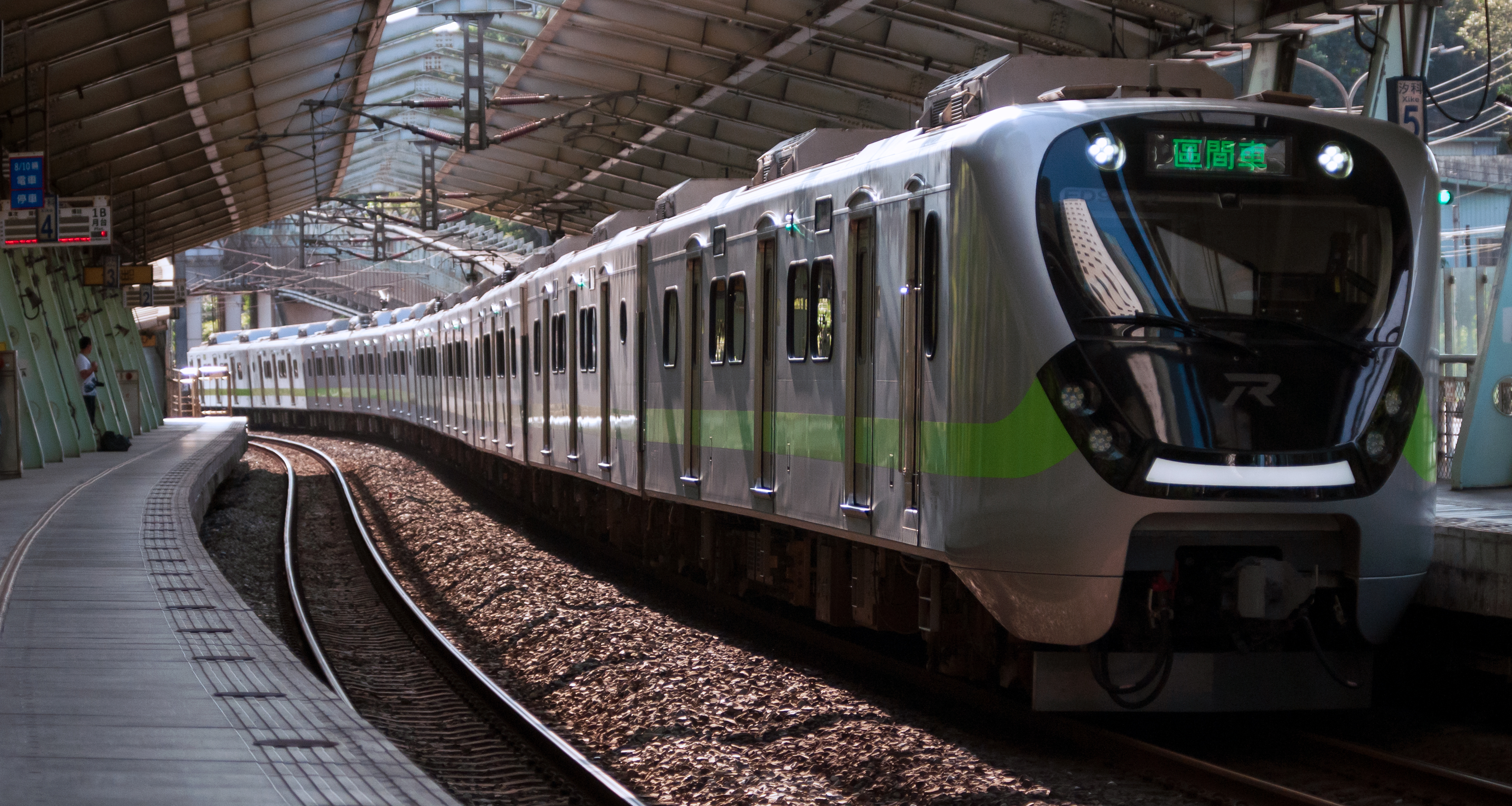
臺鐵900型通勤電聯車

非對號列車運用於中短程客運，不劃座位，採取自由座。

#### 區間快車
區間快車於2006年11月開始營運，最初為莒光或復興號車廂編成，也曾有EMU700型電聯車行駛，現在僅有屏東線（新左營到枋寮區間）由EMU500型電聯車行駛，宜蘭線跨北迴線（樹林－花蓮區間）和縱貫線（七堵－潮州或台東區間）大多由EMU900型電聯車行駛之班次。臺鐵另於元旦、春節等運量較大的節日或假日期間，由EMU900型電聯車開行樹林－臺北－宜蘭－花蓮半直達之區間快車。

#### 區間車
2006年11月起，區間車由原通勤電聯車、冷氣柴客及非對號復興號整併改制而來，採不對號座，沿途各站皆停。目前是營運班次最多的車種，運用在各客運路線，以服務通勤族群為主。
電氣化區間目前使用EMU500型、EMU600型、EMU700型、EMU800型以及EMU900型電聯車，無電氣化支線（如平溪線、深澳線、內灣線、集集線）則使用DR1000型柴油客車。
屏東~枋寮間尚未電氣化通車前，以柴電機車牽引復興號客車作為區間車使用。潮州~枋寮間尚未電氣化通車前，以DR2900型或DR3000型柴聯車行駛區間車，電氣化後已全數改由電聯車行駛。
2020年12月23日，南迴線電氣化通車後，南迴線區間車仍維持以柴電機車牽引復興號車廂行駛，運用至2022年12月27日止。

## 票種
分為成人票、孩童票、敬老票、愛心票、愛孩票、愛陪票，另有定期票及兩鐵自行車票，2018年1月15日起，由驗票閘門出站不再回收車票，由旅客自行保留或持有。
電子票證部分，可使用悠遊卡、一卡通及icash2.0付費，無劃位服務，禁止搭乘普悠瑪、太魯閣、新自強號（3000）、觀光列車、團體列車及其他指定列車。行政院推出的TPASS行政院通勤月票為電子票證，旅客依需求可購買地區版通勤月票或TPASS2.0常客優惠票卡。
2024年1月1日起，不再發售磁卡及紙本定期票；8月1日起推行30日和60日電子定期票採電子票證設定可跨不同地區；另推出電子票證常客，依每月累計搭乘次數回饋。2025年2月1日起可與TPASS2.0常客優惠一起使用。
另有旅遊套票TR Pass及各支線一日券。
臨時乘車模式
因應嚴重特殊傳染性肺炎及全臺升至三級警戒，臺鐵局於2021年5月15日至2021年12月27日止，分三次發佈減班，各級對號列車全面禁止無座旅客搭乘，乘車須購票劃位，持用定期票或悠遊卡、一卡通等電子票證的旅客，限搭乘區間車或區間快車，站內及列車上全面禁止飲食，全程需戴口罩。列車上暫停推車銷售與普悠瑪列車上的自動販賣機服務
。2022年5月14日起停駛部分車次。因疫情趨緩於2022年8月1日恢復全部班次。

## 旅客運票價
臺鐵曾經於1995年時調整旅客運票價，依據立法院所核准的鐵路運價率的公式為基礎，以台北到新左營為例，自強號票價為824元，此票價運算公式30年未能獲得行政院同意調整，票價收入長年不足支付營運成本。直到臺鐵進行公司化，協商條件之一為票價調整。
2024年2月12日，交通部委由運輸研究所擬定「臺鐵票價合理化方案」。經過將近一年的研討，臺鐵公司董事會於2025年的2月5日通過最終方案，並提交至交通部費率委員會。委員會於2月21日進行審議，會議中就費率基礎以及貨運的合理報酬率審慎討論，得出同意結論通過，另於25日報告交通部。4月7日，時任交通部政務次長伍勝園出席立法院交通委員會備詢時，表示行政院已經拍板通過票價相關的調漲方案，旅客票價方面平均漲幅在26.8%，考量對於中長程旅客的影響，配合實施「遞遠遞減訂價制度」，以自強號為例，臺北至新左營的票價由原先的824元調整為975元，同時調漲的還有臺鐵Taiwan PASS及行李包裹運費，遺失物的迴送及保管費。臺鐵凍漲30年的旅客運票價，於2025年6月23日起正式實施。
| 車種   | 遞遠遞減訂價制度 | 遞遠遞減訂價制度   | 遞遠遞減訂價制度    | 遞遠遞減訂價制度   | 遞遠遞減訂價制度    | 平均調整幅度 |
| ------ | ---------------- | ------------------ | ------------------- | ------------------ | ------------------- | ------------ |
|        | 小於50公里       | 50.1-100公里(88折) | 100.1-200公里(83折) | 200.1-300公里(7折) | 300.1公里以上(65折) | 26.8%        |
| 區間車 | 2.18 元          | 1.92 元            | 1.81 元             | 1.53 元            | 1.42 元             | 26.8%        |
| 莒光號 | 2.61 元          | 2.3 元             | 2.17 元             | 1.83 元            | 1.7 元              | 26.8%        |
| 自強號 | 3.39 元          | 2.98 元            | 2.81 元             | 2.37 元            | 2.2 元              | 26.8%        |

## 國際交流
推廣觀光推動下，台鐵與多國鐵道業者結盟，其中以日本鐵道業者為多數，以下為2012年以來締結的姐妹車站：

### 姊妹車站
| 締結時間       | 台鐵車站 | 所在地     | 締結車站               | 所在地     |
| -------------- | -------- | ---------- | ---------------------- | ---------- |
| 2013年8月16日  | 新竹車站 | 臺灣新竹市 | 大中央車站             | 美國紐約州 |
| 2013年10月13日 | 松山車站 | 臺灣臺北市 | 松山車站               | 日本愛媛縣 |
| 2014年12月22日 | 龜山車站 | 臺灣宜蘭縣 | 龜山站                 | 日本兵庫縣 |
| 2015年2月12日  | 新竹車站 | 臺灣新竹市 | 東京車站               | 日本東京都 |
| 2015年12月4日  | 臺北車站 | 臺灣臺北市 | 大阪車站               | 日本大阪府 |
| 2016年10月22日 | 合興車站 | 臺灣新竹縣 | 幸福車站（廢站不營運） | 日本北海道 |
| 2017年11月10日 | 關山車站 | 臺灣台東縣 | 關山站                 | 日本新潟縣 |
| 2018年3月26日  | 田中車站 | 臺灣彰化縣 | 田中車站               | 日本長野縣 |
| 2020年1月16日  | 內灣車站 | 臺灣新竹縣 | 若櫻車站               | 日本鳥取縣 |
| 2020年11月4日  | 萬華車站 | 臺灣臺北市 | 多賀大社前站           | 日本滋賀縣 |
| 2020年11月4日  | 礁溪車站 | 臺灣宜蘭縣 | 伊豆長岡站             | 日本靜岡縣 |

### 姊妹路線
| 締結時間       | 台鐵路線                        | 締結路線                          |
| -------------- | ------------------------------- | --------------------------------- |
| 2013年4月23日  | 平溪線                          | 日本江之島電鐵線                  |
| 2014年4月30日  | 平溪線                          | 日本由利高原鐵道鳥海山麓線        |
| 2014年10月28日 | 集集線                          | 日本夷隅鐵道夷隅線                |
| 2016年6月1日   | 臺中線                          | 日本IGR岩手銀河鐵道岩手銀河鐵道線 |
| 2016年6月1日   | 海線                            | 日本三陸鐵道北谷灣線、南谷灣線    |
| 2016年8月27日  | 集集線                          | 日本天龍濱名湖鐵道天龍濱名湖線    |
| 2017年4月1日   | 蘇澳線（宜蘭線蘇澳新-蘇澳路段） | 日本銚子電氣鐵道銚子電氣鐵道線    |
| 2018年5月19日  | 蘇澳線（宜蘭線蘇澳新-蘇澳路段） | 日本平成筑豐鐵道全線              |
| 2019年6月23日  | 屏東線、南迴線                  | 日本肥薩橙鐵道線                  |
| 2019年7月22日  | 縱貫線（臺中－高雄）            | 日本青森鐵道線                    |

### 姊妹列車
- 台鐵CK124號蒸汽機車的動態行駛列車、JR北海道（日本）SL冬之濕原號（日语：SL冬の湿原号） - 2012年3月12日締結
- CT273號蒸汽機車的動態行駛列車（仲夏寶島號）、JR西日本（日本）國鐵C57型蒸汽機車1號機（日语：国鉄C57形蒸気機関車1号機）的動態行駛列車（SL山口號（日语：SLやまぐち号）） - 2017年6月24日締結[98]

### 姊妹車庫
- 彰化扇形車庫與豐後森機關庫（日语：豊後森機関庫）（日本大分縣玖珠町） - 2019年12月6日締結[99]

### 照片集

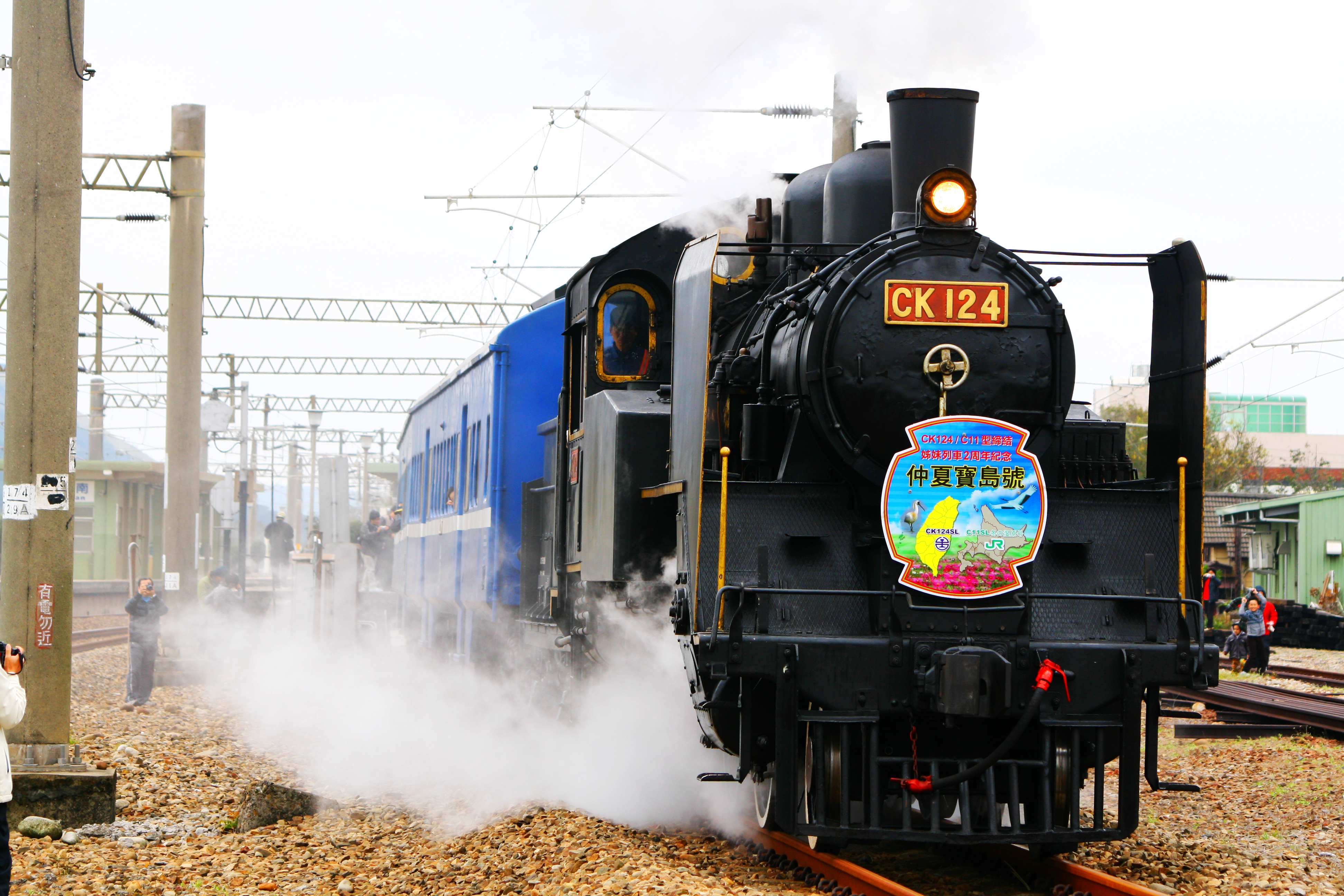
車頭掛上「C12型締結姊妹列車2周年紀念」圖案掛牌
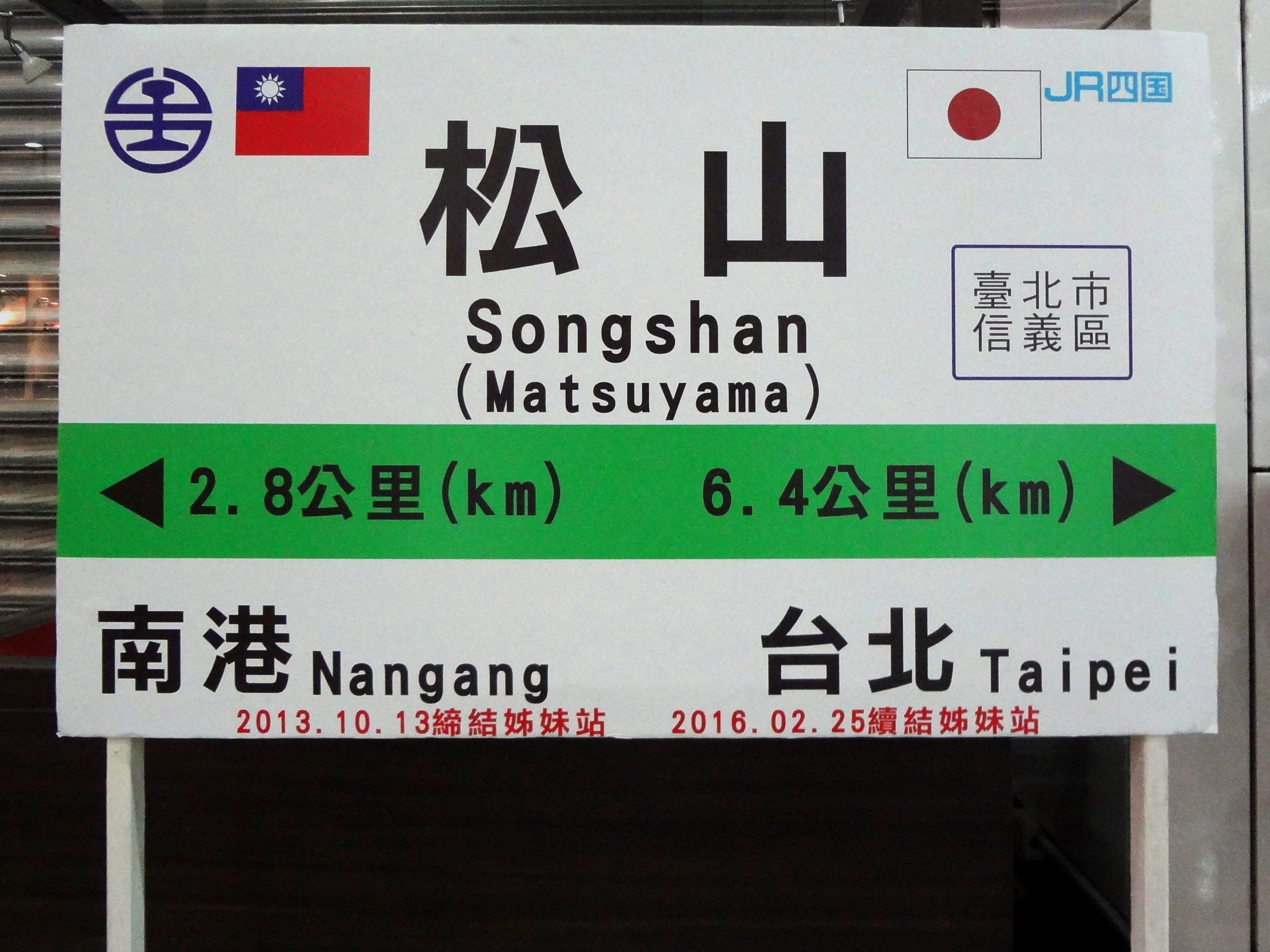
姊妹站締結紀念牌，於松山車站
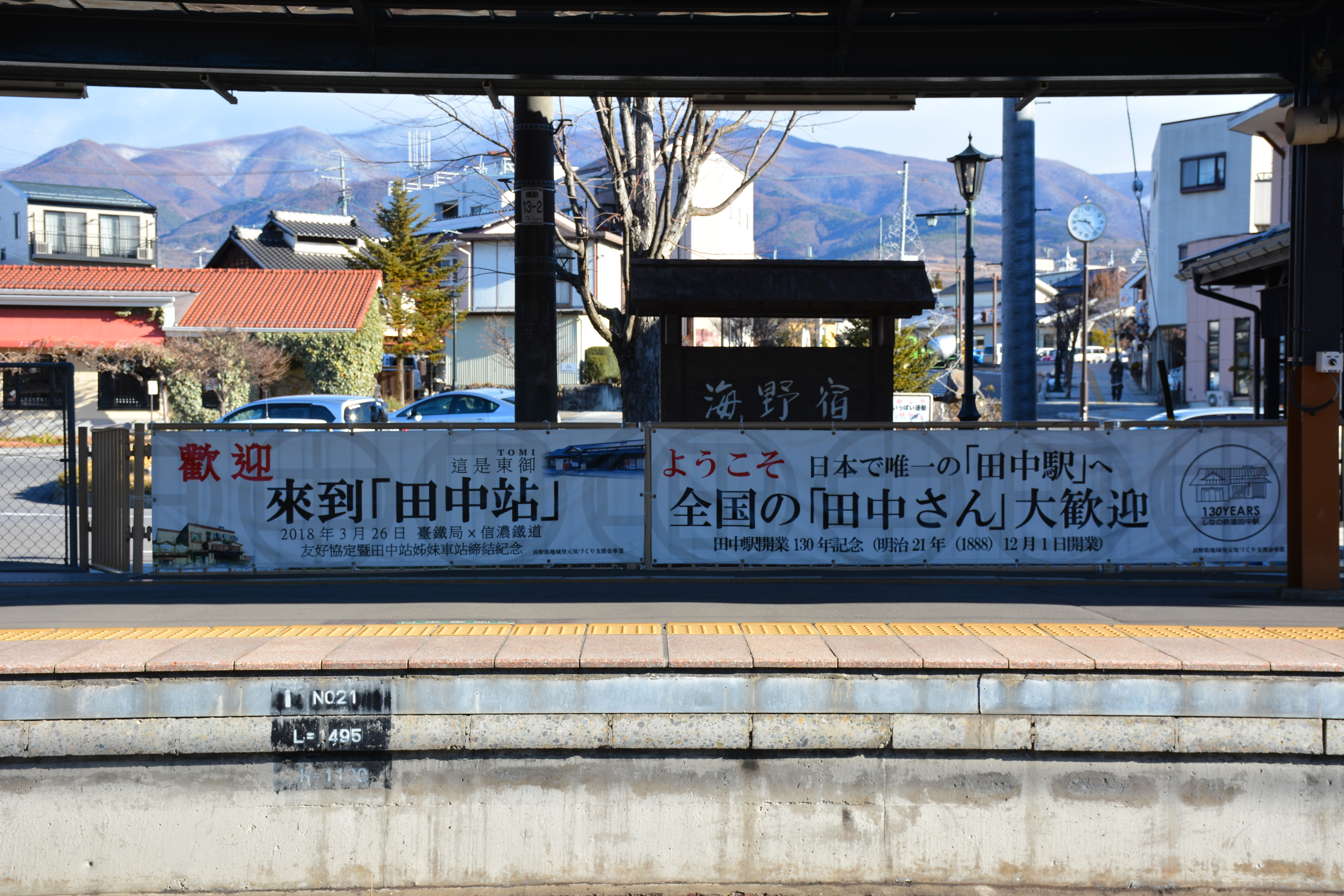
臺鐵局與信濃鐵道友好協定暨田中站姊妹站締結紀念的成文，於信濃鐵道田中站
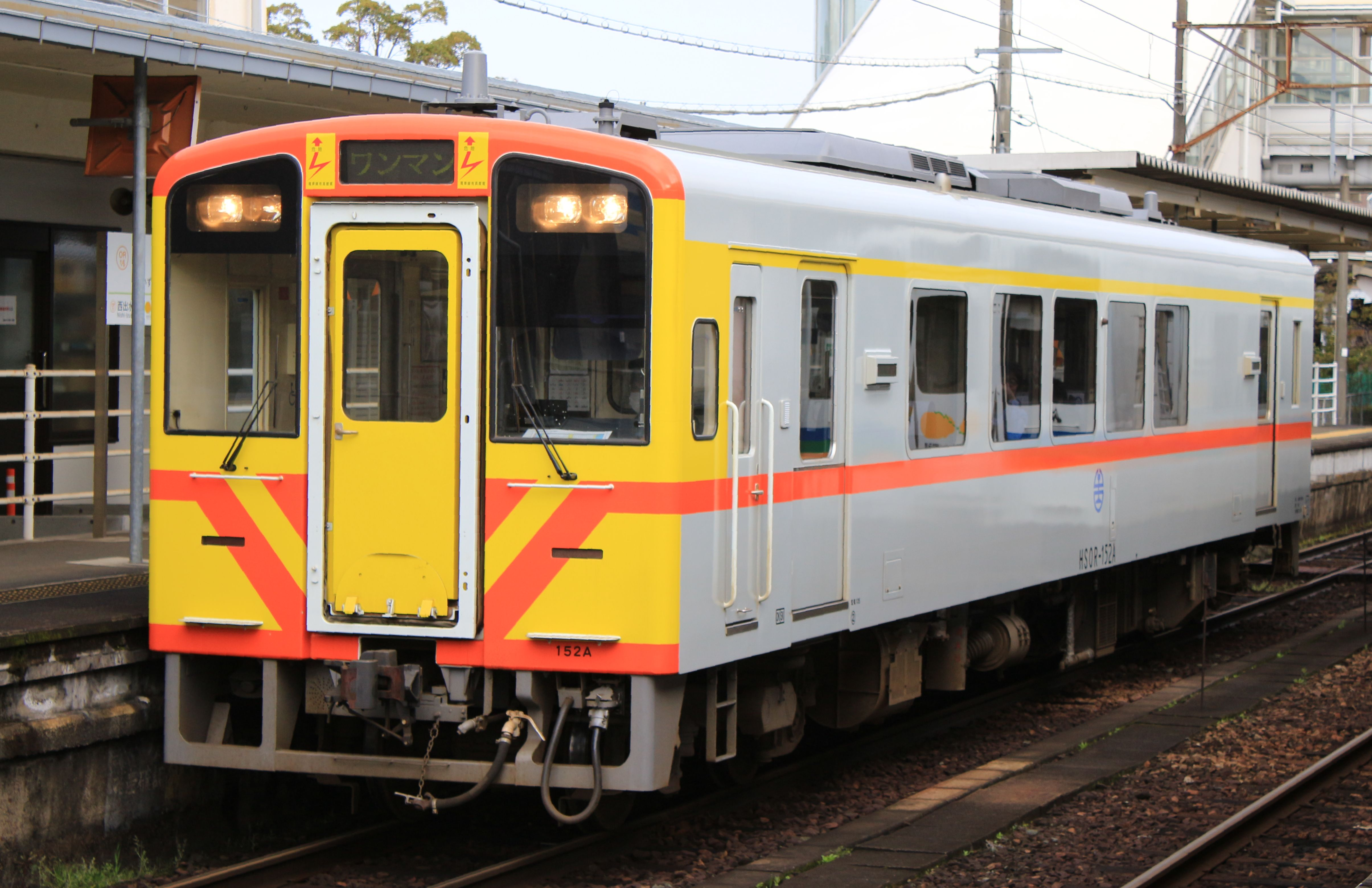
肥薩橙鐵道的台鐵柴聯自強號彩繪車（HSOR-150形（日语：肥薩おれんじ鉄道HSOR-100形気動車））

## 營運問題

### 組織改革
臺鐵在西部幹線鐵路電氣化及中山高速公路通車後，便陷入長期虧損，加上人事成本龐大，使得臺鐵出現民營化、公司化等組織改革的呼聲。而2021年發生的太魯閣號事故，所帶來的外界要求臺鐵改善營運安全的要求，直接促成了臺鐵局在2024年1月1日改組為臺灣鐵路公司。

### 月台高度和列車落差
早期臺鐵各站的月台高度未標準化，各級列車因階梯高度不一，因此造成列車與月台間隙過大，旅客上下車需多加留意。目前逐步將各車站月台高度統一為115公分。

### 列車誤點
臺鐵的車種複雜，非全線獨立路權，設備陳舊以及乘車尖峰時段或因旅客延誤等原因，造成準點率常年不佳。

### 特級列車停靠
由於臺鐵為公營事業機構，預算由民意代表把持，民代與地方首長常藉職務之便，以服務選民的名義，要求臺鐵將特級列車增停其選區車站；停靠站增加造成行車時間拉長及增加營運成本。

### 引用
1. 1 2  . 中央通訊社. 2023-07-13  [2024-01-28]. （原始内容存档于2024-01-28）.
2. ↑  《2020年臺鐵統計年報》
3. ↑  .   [2020-03-06]. （原始内容存档于2019-05-25）.
4. ↑  . 交通部臺灣鐵路管理局. 2019-06-30  [2023-06-01]. （原始内容存档于2022-07-03）.
5. 1 2 3 4 5 6 7 8 9  .   [2019-09-27]. （原始内容存档于2019-08-12）.
6. ↑  交通部交通研究所：中華民國57年《交通年鑑》，臺北市，1969年11月
7. ↑  交通部交通研究所：中華民國59年《交通年鑑》，臺北市，1971年11月，頁233。
8. ↑  . 2013年7月6日  [2019年9月27日]. （原始内容存档于2019年7月21日）.
9. ↑  交通部交通研究所：中華民國60年《交通年鑑》，臺北市，1972年10月，頁205～206。
10. ↑  彰化縣文化局，李慶金編撰：《慶祝中部鐵路通車100週年 彰化扇形車庫修復落成 臺灣鐵路創建118週年紀念專輯》，2005年，第32頁。
11. ↑  《臺鐵通訊－臺鐵局96年十大新聞》
12. ↑  吳俊鋒. . 自由時報. 2011-01-03  [2011-01-12]. （原始内容存档于2011-01-05）.
13. ↑  .   [2017-02-15]. （原始内容存档于2008-05-21）.
14. ↑  .   [2017-02-15]. （原始内容存档于2008-05-21）.
15. ↑  劉力仁. . 自由時報. 2007年8月14日. （原始内容存档于2008年5月21日）.
16. ↑  .   [2017-02-15]. （原始内容存档于2009-01-08）.
17. ↑  曾鴻儒. . 自由時報. 2008年4月25日  [2008年5月15日]. （原始内容存档于2012年11月2日）.
18. ↑  何醒邦. . 中國時報. 2008年4月25日  [2008年5月15日]. （原始内容存档于2008年4月28日）.
19. ↑  林美忠. . 中國時報. 2008年5月13日  [2008年5月15日]. （原始内容存档于2008年5月23日）.
20. ↑  .   [2017-02-15]. （原始内容存档于2010-03-05）.
21. ↑  .   [2017-02-15]. （原始内容存档于2009-05-13）.
22. ↑  汪淑芬. . 中央通訊社. 2009年6月5日  [2009年6月12日].[]
23. ↑  王秀亭. . 自由時報電子版. 2009-09-16  [2019-10-06]. （原始内容存档于2019-10-06）.
24. ↑  陳金聲. . 聯合報 (高雄). 2009-12-22.
25. ↑  黃佳琳; 曾鴻儒. . 自由時報電子報. 2009-12-31  [2019-10-07]. （原始内容存档于2019-10-07）.
26. ↑  .   [2017-02-15]. （原始内容存档于2010-06-01）.
27. ↑  . 玉山周報. 2010-05-28  [2010-06-11].[]
28. ↑  程啟峰. . 中央通訊社. 2010-05-30  [2010-06-11]. （原始内容存档于2013-12-27）.
29. ↑  .   [2017-02-15]. （原始内容存档于2017-07-23）.
30. ↑  .   [2017-02-15]. （原始内容存档于2017-02-15）.
31. ↑  .   [2017-02-15]. （原始内容存档于2016-08-21）.
32. ↑  .   [2017-02-15]. （原始内容存档于2016-08-26）.
33. ↑  . 蘋果日報. 2015-10-10  [2016-03-15]. （原始内容存档于2016-03-15）.
34. 1 2  . 蘋果日報. 2016-02-28  [2016-03-15]. （原始内容存档于2016-03-15）.
35. ↑  .   [2017-02-15]. （原始内容存档于2017-02-16）.
36. ↑  陳瑩催生原住民返鄉列車 七月試辦 （页面存档备份，存于），更生日報
37. ↑  .   [2017-02-15]. （原始内容存档于2017-01-11）.
38. ↑  .   [2017-02-15]. （原始内容存档于2017-01-11）.
39. ↑  .   [2017-02-15]. （原始内容存档于2016-08-22）.
40. ↑  .   [2017-02-15]. （原始内容存档于2016-08-26）.
41. ↑  . 新聞稿. 交通部鐵路改建工程局. 2016-10-16  [2017-08-01]. （原始内容存档于2017-01-11） （中文（臺灣））.
42. ↑  . 台鐵新聞稿. 臺灣鐵路管理局. 2016-12-25  [2017-08-01]. （原始内容存档于2017-08-01） （中文（臺灣））.
43. ↑  . 關鍵評論網. 2017-04-27  [2017-08-01]. （原始内容存档于2017-08-01） （中文（臺灣））.
44. ↑  . 臺鐵局新聞稿. 中華民國交通部. 2016-10-14  [2017-09-01]. （原始内容存档于2017-08-31） （中文（臺灣））.
45. ↑  劉修銘. . NOWnews 今日新聞. 2017-06-12  [2017-09-01]. （原始内容存档于2017-08-30） （中文（臺灣））.
46. ↑  陳賢義. . 自由時報. 2017-06-13  [2017-09-01]. （原始内容存档于2017-08-02） （中文（臺灣））.
47. ↑  台鐵車票過閘門不再回收
48. ↑  . 2018-04-19  [2020-12-14]. （原始内容存档于2020-12-14）.
49. ↑  一起去看日出吧！阿里山森鐵明天正式恢復通車 （页面存档备份，存于）新頭殼newtalk，張家綺，2018/06/26
50. ↑  . 中央通訊社. 2018-06-27. （原始内容存档于2018-06-27）.
51. ↑  .   [2020-05-31]. （原始内容存档于2020-09-16）.
52. ↑  . 交通部鐵道局 (YouTube).   [2020-05-31]. （原始内容存档于2020-09-05）.
53. ↑  .   [2020-06-23]. （原始内容存档于2022-03-01）.
54. ↑  .   [2021-05-06]. （原始内容存档于2021-05-19）.
55. ↑  . 2021-08-14  [2021-09-13]. （原始内容存档于2021-08-14） （中文（臺灣））.
56. ↑   (PDF). 行政院. 2022-05-27  [2022-05-27]. （原始内容 (PDF)存档于2022-06-09）.
57. ↑  . 交通部臺灣鐵路管理局. 2022-05-09  [2022-05-09]. （原始内容存档于2022-05-09）.
58. ↑  . 中央社 CNA. 2024-01-01  [2024-01-02]. （原始内容存档于2024-01-19） （中文（臺灣））.
59. ↑  .   [2024-08-30]. （原始内容存档于2024-08-30）.
60. ↑  汪淑芬. . 中央社. 2024-08-18  [2024-08-19]. （原始内容存档于2024-09-21） （中文（臺灣））.
61. ↑   (PDF). 台鐵109年報. 臺灣鐵路管理局.   [2020-03-06]. （原始内容存档于2021-06-04） （中文（臺灣））.
62. ↑  .  (PDF). 臺灣鐵路管理局. : 84～87  [2020-12-14]. （原始内容存档于2020-12-14） （中文（臺灣））.
63. ↑   (PDF). 中華民國交通部. 2014-02-17  [2017-02-15]. （原始内容 (PDF)存档于2016-12-28）.
64. ↑  臺鐵統計 （页面存档备份，存于）；備註：一輛＝一節車廂。
65. 1 2  吳亮儀. . 自由時報. 2025-06-21  [2025-06-21] （中文（臺灣））.
66. ↑  台鐵復興號藍白身影再會了 40年風華駛入歷史【圖輯】 （页面存档备份，存于），中央社，2022/3/29。
67. ↑  . 交通部臺灣鐵路管理局.   [2017-02-18]. （原始内容存档于2017-02-18）.
68. ↑  . 交通部觀光局花東縱谷國家風景區管理處.   [2023-09-08]. （原始内容存档于2023-09-11）.
69. ↑  .   [2018-03-01]. （原始内容存档于2018-03-01）.
70. ↑  .   [2017-02-15]. （原始内容存档于2017-03-05）.
71. ↑  楊晏琳. . 三立新聞. 2023-06-02  [2023-06-03]. （原始内容存档于2023-06-03）.
72. ↑   (PDF). 新北市政府交通局. 2023-05-31  [2023-06-03]. （原始内容存档 (PDF)于2023-06-03）.
73. ↑  李姿慧. . ETtoday新聞雲. 2023-04-26  [2023-06-04]. （原始内容存档于2023-06-04）.
74. ↑  .   [2025-01-19]. （原始内容存档于2025-01-18）.
75. ↑  .   [2024-07-26]. （原始内容存档于2024-09-12）.
76. ↑  盧逸峰. . 風傳媒. 2021-05-19  [2021-05-19]. （原始内容存档于2022-05-27）.
77. ↑  . 2022-06-17. （原始内容存档于2022-06-19）.
78. ↑  . 2022-05-10.
79. ↑  . 台灣鐵路管理局facebook專頁.   [2022-07-26]. （原始内容存档于2022-07-26）.
80. ↑  蔡明亘; 蔡佩珈. . 中時新聞網. 2025-02-06  [2025-06-22] （中文（臺灣））.
81. ↑  蔡立勳. . 天下雜誌. 2023-10-20  [2025-06-22] （中文（臺灣））.
82. ↑  . 中華民國交通部全球資訊網. 2025-02-21  [2025-06-21] （中文（臺灣））.
83. ↑  . 公民行動影音紀錄資料庫. 2025-02-06  [2025-06-21] （中文（臺灣））.
84. ↑  周湘芸. . 聯合報. 2025-02-21  [2025-06-21] （中文（臺灣））.
85. ↑  薛宜家; 林志堅. . 公視新聞網. 2025-02-22  [2025-06-21] （中文（臺灣））.
86. ↑  . 中央通訊社. 2025-04-07  [2025-04-07]. （原始内容存档于2025-04-07） （中文（臺灣））.
87. ↑  胡瑞玲. . 聯合報. 2025-04-07. （原始内容存档于2025-04-07）.
88. 1 2  黃巧雯. . 中央社. 2025-06-21  [2025-06-21] （中文（臺灣））.
89. 1 2  . 臺灣鐵路管理局.   [2020-05-12]. （原始内容存档于2020-12-14）.
90. ↑  . 自由時報. 2017-11-10  [2018-04-14]. （原始内容存档于2018-04-14）.
91. ↑  YouTube上的台鐵 田中車站 臺鐵局與信濃鐵道友好協定暨田中站姊妹車站締結典禮
92. ↑  . 聯合報. 2020-01-16  [2020-01-16]. （原始内容存档于2020-01-16）.
93. ↑  . 自由時報. 2020-10-31  [2020-10-31]. （原始内容存档于2020-12-14）.
94. ↑  . 自由時報. 2016-08-28  [2017-06-26]. （原始内容存档于2018-02-21）.
95. ↑  林周龍. . 宜蘭新聞網. 2017-03-17  [2017-06-24]. （原始内容存档于2017-03-19）.
96. ↑  . 自由時報. 2019-06-23  [2019-06-30]. （原始内容存档于2019-06-30）.
97. ↑  . 風傳媒. 2019-07-22  [2019-07-27]. （原始内容存档于2020-12-14）.
98. ↑  台日蒸汽火車 玉里車站締結姐妹盟約 （页面存档备份，存于）,2017年6月24日,原住民族電視台
99. ↑  . 中国時報. 2019-12-06  [2019-12-07]. （原始内容存档于2020-09-25）.
100. ↑  杜微.  (PDF). 國立臺灣大學. 2012年3月  [2024-04-14]. （原始内容存档 (PDF)于2024-06-07） （中文（臺灣））.
101. ↑  .   [2017-02-15]. （原始内容存档于2012-12-04）.
102. ↑  .   [2017-02-15]. （原始内容存档于2012-09-07）.
103. ↑  吳姿賢. . 聯合報願景工程. 2019-07-22  [2022-09-09]. （原始内容存档于2021-09-25） （中文）.
104. ↑  .   [2017-02-15]. （原始内容存档于2016-07-14）.
105. ↑  .   [2017-02-15]. （原始内容存档于2017-01-11）.
106. ↑  .   [2017-02-15]. （原始内容存档于2016-04-22）.

### 書籍
- . 臺灣鐵路管理局. 2006.
- . 臺灣鐵路管理局. 2006.
- 壽俊仁. . 臺灣鐵路管理局. 1987.
- . 臺灣鐵路管理局. 2007. ISSN 1011-6850.
- 臺鐵資料第633期（季刊）

## 外部連結
- 國營臺灣鐵路股份有限公司 （页面存档备份，存于）（繁體中文）（简体中文）（英文）（日語）
- 國家鐵道博物館 （页面存档备份，存于）
- fun臺鐵的Facebook專頁
- YouTube上的臺鐵影音專區頻道